# 田中ねね
田中 ねね（たなか ねね、1999年9月20日 – ）は、日本のAV女優。クローネ所属。

## 略歴
2020年3月、SODクリエイトの配信専属女優としてAVデビュー。それまではセフレなどとエッチを重ねていたが、その人たちとも飽きたので「じゃあ、プロの人に行こう」と思ったのがデビューのきっかけ。デビューは美容師設定で、その翌月に出た温泉作品がヒットし、デビューから半年後から1年弱は月5本から20本撮影する多忙さになる。
2020年10月度・月刊FANZA女優別ランキング2位（2020年10月25日集計）。
2021年4月に発表されたアサヒ芸能「2021現役AV女優SEXY総選挙」で第19位。
2021年5月、週刊プレイボーイでの次世代美巨尻AV女優ベスト10に選出。同年8月発表「読者300人が選んだFLASH 2021セクシー女優ランキング」読者投票54位。
2023年5月22日週FANZA動画フロアランキングにて、出演シーンを収録した総集編作品『BAZOOKA 冬の大感謝セール コスパ最強ノーカットベスト爆乳限定2749分』（BAZOOKA）が1位を記録。
2024年5月27日週FANZA通販フロアランキングにて、出演した『連撃パイズリ! むっちりW爆乳痴女のムチムチサンドイッチ逆3Pハーレム! 華澄結愛/田中ねね』（グローリークエスト）が初登場8位を記録。
2024年7月1日週FANZA動画フロアランキングにて、出演作『爆乳痴女こそ最高です。 ビッチとハメまくる下品な生活はじまりました 原作はちみつホライズン 売上5.5万部 実写化』（MOODYZ）が4位浮上。
同年10月28日週FANZA動画ランキングにおいて、同年4月発売の『オナニーするのに実用的! エグい体位でパコられてるヌルヌルま○こをドアップでタップリ味わえるエロビ Ver.3』（アロマ企画）が5位に急浮上した。

## 人物
- 小学3年生から胸が大きくなり、中学3年時にはGカップに成長。自分自身では意識していなかったが、女友達からはあいさつのように触られていた[13]。母親はIカップ[13]。
- 高校生時点の経験人数は約20人[13]。高2で処女喪失して以降は、ほぼ毎日セックスを欠かしてないのではないかというくらいヤリまくっている[14]。自称鉄マン[4]。ただしクリトリスは剥けた状態であるため、電マなど強い刺激を長時間受けると擦り切れてヒリヒリしてしまうという[4]。
- 童顔であることから、デビュー当初は制服を着た学生や妹役が多かったが[4]、次第に人妻や熟女役が急増。娘役の女優が年下ということも増え、役柄の幅が増える[4]。
- ライターの杜哲哉は「太すぎず細すぎずのちょうどいいおっぱいで（2020年現在）各社からひっぱりだこ」と評している[15]。本人いわく「乳輪は田んぼのカラス除けかなって思うほどに大きい」[4]。
- 2021年時点で多数のアルバイトを行っていることを公言している[16]。

### 私生活
- 女子の目線から見てもオシャレなので女性のファンも多い。
- 私服・原宿系、ゴスロリ（ラフォーレ原宿などで買うのが好き。）
- 髪の毛・原宿系のカラーリングでいろんな色に染めるのが好き(AV作品でも様々なカラーリングが見られ、楽しみにしているファンも多い)。今までやった色は黒、金髪、青、ピンク、赤など。
- 趣味・多趣味。

## 作品

### アダルトビデオ
- 「あなた… 私は男も女も好きな変態人妻です…」 男からのピストンと女からのクンニで脳みそバグイキ!! Gカップ美軟乳を持て余す専業主婦かおりさん(27歳)の秘密の性癖カミングアウトAV（4月13日、E-BODY）※「かおり」名義
- フェアリーテール 2 ふわふわニットが似合う白乳パイデカ娘（5月12日、FIRST STAR）
- 120%リアルガチ軟派伝説 vol.84 in 静岡（5月15日、プレステージ）
- 痴漢されてもしょうがないムチムチワンピースで満員電車に乗り込み触られて喜ぶ変態女（5月21日、ナチュラルハイ）
- Gカップ巨乳の専門学生AV出演! スケベすぎるパイズリ奉仕×乳揺れガニ股ピストン生中出しSEX（5月25日、あんず/妄想族）※「ねね」名義
- 「絶対に孕ませてやる」 ずっと好きだったのにボクを置いて結婚する姉に連続中出し3日間。 ずっと好きだった姉がボクから逃げるように結婚することに。諦めきれないボクは父と母が旅行でいない3日間、姉の部屋に忍び込み襲いかかる。何度も何度も朝昼晩時間を問わず姉に中出しをし続け、妊娠させてボクと子供といつまでも仲良く暮らすんだ…!（6月7日、Hunter）
- 入浴パコパコSTRONG ERO ver.02 風呂でストロング飲んでパコりたい。（6月12日、MERCURY）
- チ○ポとの出会いと性器の瞬間を大切にする妹の爆乳は一見にしかず! Hカップ98cm 男性器ジャストサイズ主義者の妹 VS バストサイズ主義者の兄（6月13日、チェリーズれぼ/妄想族）※「ねね」名義
- 「私だって、私だって…本当はめちゃくちゃエッチしたいんだから!!」 可愛いのに自分の魅力に気づいていない色気のない地味女が実は超ムッツリドスケベ性欲モンスターだった!! モテないボクでも身近にいる地味女には気を使わず話せるんです。そんな地味女が実は超ムッツリ!誰も知らないその秘密をボクだけが知ってしまうと、今まで隠していてそこにも発散できないでいた地味女の溜まりに溜まった性欲が一気に爆発!普段の姿から想像できない程のエロさに大興奮!ボクの勃起史上一番のカチコチ超絶勃起!ド淫乱女に豹変した地味女は強引にチ○ポを求めてきてメチャクチャエッチさせられちゃいました!!（6月19日、Hunter）
- 妊娠覚悟の中出し要求!! 欲求不満義母とゴム着けセックスのはずが、何度も何度もイキ寸止め。なかなかイカせてもらえない爆発寸前の義母に『セックス中止』か『中出し』の究極の選択!!義母の出した答えは…? 新しくできた義母はスタイル抜群で美人。父は義母をかまってないせいかセックスはご無沙汰。ボクは義母にマッサージを提案するが、少し触っただけなのに、エッチな事を想像してしまうのかパンツが爆濡れになる程の欲求不満な義母。それからというものの父に隠れてマッサージと称して義母の体を触りまくる日々。我慢できなくなった義母はついにセックスまで許してしまうが、彼女がイク寸前で何度も何度も寸止め!!簡単にはイカせません!気が狂いそうになる義母…。このままセックスを続けるか中出しかの選択を迫り、引き返せない義母は妊娠覚悟の中出しを求めてしまうのか!?（6月19日、Hunter）
- 内定祝いの飲み会後、終電を逃して家に泊めた友達の彼女。 言葉巧みに口説いて、朝まで何度も何度もハメていたら、心配して彼女を探してボクの家までやって来た彼氏に隠れてまでエッチしたくなるくらいボクにハマっちゃいました! 2（6月19日、お夜食カンパニー）
- 入院中の性処理を母親には頼めないからお見舞いに来た叔母にお願いしたら優しい騎乗位でこっそりぬいてくれた 20 中出しスペシャル（6月25日、ナチュラルハイ）
- 今日も義父に玩具にされて…（7月3日、光夜蝶）
- 某企業社員でデビューした素人さんを見かけたので、ダメ元で出演懇願したらまさかの承諾。ノーブラで営業回りする天然娘のデカチチにかぶり付くとアヘ顔しながら股を開く。（7月3日、NON）
- 過保護の娘が最近習得した催眠術にかかるわけないと思いながらも実験台に進んでなったら俺のエロ遍歴や恥ずかしいMな性癖を聞きだすくらいマジですごかった。聞いていた娘もエロモードに入り、Mな俺をいたずら交じりで責めてきてザーメンを残らず搾られた。（7月3日、NON）
- 兄貴が2年以上付き合っている彼女と結婚することに。でも実は彼女が初めて我が家に来た1年半前から、ボクが中出しし続けているのは兄貴は知らない。 兄貴が家に連れてきたりしている彼女。すごくきれいで優しそうでタイプすぎて、兄貴と一緒にいるだけで嫉妬しまくり。ボクは彼女が一人になった時に思わず手を出してしまいました。それからというものの、兄貴に隠れてセックスしまくり…。ついには兄貴が結婚の報告をしにきた後、何度も中出しセックスをしました。（7月7日、Hunter）
- ナチュラルハイ夏スペシャル お化け屋敷痴漢 恐怖でイキ漏らす黒髪女子○生に絶叫中出し（7月9日、ナチュラルハイ）
- 旦那の友達と一線を越える 裏切りの不倫密着SEX（7月10日、ヒメゴト）
- 「イッパイ抜いてね!」即射確約!爆乳フェス系お姉さんは音楽イベントでチ○ポ狩りを愉しむ真性肉棒マニア!（7月13日、オーロラプロジェクト・アネックス）
- ガチナンパ! イッたコトがない素人女子! 気持ち良すぎて痙攣が止まらない! 膣奥アクメ117イキ15発射!（7月15日、ナンパーズ）
- 『愛し合う夫婦が残したいメモリアルヌードフォト』と題された雑誌の企画と妻を騙し、絶倫チ○ポ男と素肌密着偽撮影会で寝取られ検証!! 旦那よりも若くてカチカチに反り返ったチ○ポがマ○コまで3cmに超接近して奥さん急激欲情!? 8（7月17日、DOC）
- 田中ねね×神木まほろ 淫乱天使の極上ご奉仕 巨乳と神尻の贅沢サンドウィッチ（7月17日、DOC）
- 羞恥! 教員採用試験を合格した新任女教師 医師も看護師も男の病院で男性教諭と一緒に着任前健康診断を受けさせられる（7月23日、サディスティックヴィレッジ）
- 同僚の妻はこれから3日間、俺専用肉便器（7月31日、光夜蝶）
- 焦らし寸止めでフル勃起させた中年ち○ぽをおあずけ射精管理するおじさん大好き色白デカ乳介護士（8月1日、LUNATICS）
- 素人ナンパGET!! No.215 モチベ美女が集まる東京2020! ゴールドラッシュ編（8月7日、桃太郎映像出版）
- 『体洗ってあげるから久しぶりに一緒にお風呂入ろう!』 巨乳過ぎる姉と狭いお風呂で二人きり!小さいおちんちんが勃起するまでの一部始終をみた姉は… お姉ちゃんは超巨乳!しかも、ボクと一緒にお風呂に入りたがるんです!! もちろん断るけど強引に入ってきた!!お風呂は狭いからお姉ちゃんの大きな胸が当たりまくるし体を洗ってもらっていても胸が当たりまくり!当然、興奮しだしたボクはフル勃起!!勃起して大きくなるまで一部始終見ていたお姉ちゃんは大興奮!!我慢できなくなったお姉ちゃんは即フェラ即ハメ要求!!カニばさみロックで中出しを求めるほどのド淫乱女に豹変!（8月7日、Hunter）
- 憧れの巨乳女子大生とヤリたい放題!? “神乳4”と夢の中出しセックス（8月7日、unfinished）
- 痴漢総決起集会2020 超豪華版 撮り下ろし10作品 完全[中出し]スペシャル（8月13日、ナチュラルハイ）
- 欲求不満を隠せないぴったり着衣爆乳で無自覚に挑発してしまう人妻は大きな胸を揉まれても拒めない（8月13日、DANDY）
- 旦那の精子は飲まないけど俺のは飲んでくれる 近所の巨乳若妻とのNTRプチ同棲日記（8月13日、コスモス映像）
- 無敵乳房 〜天然Gカップ爆揺れ乳イキ女子大生の連続中出し激シコビデオ!〜（8月13日、BALTAN）
- 耐えたら賞金100万円! イッたらデカチン即ハメ! 高学歴巨乳女子大生イキ我慢チャレンジ! 人生初のクリトリス直撃電マ責めで絶頂潮! 潮!（8月13日、サディスティックヴィレッジ）
- (ノーブラ+キャミソール)×巨乳義姉=窒息するほどおっぱいに顔うずめてイイってことですよね!? 赤点ばかりのボクに親の再婚で頭のいい巨乳義姉ができました!お願いするとボク専属の家庭教師になってくれるのですが、今まで気にならなかった胸元が夏になるとノーブラ+キャミソールで巨乳が丸分かり!!我慢できなくなったボクは義姉の大きなおっぱいに無我夢中で顔を埋めまくってむしゃぶりつくと、超敏感に反応した義妹はまさかの汗だく発情!惜しげも無くおっぱいをイジらせにきてチ○ポに手を伸ばし中出しも求めてくるほど淫乱に豹変!（8月19日、Hunter）
- 「もうイってるから許して!!」 家事代行サービスで派遣されてきた美人スタッフのエロ過ぎるデカ尻に即挿れ!! 激しいピストンで何度も追い打ちし… 2（8月21日、DOC）
- 目が合う間もなく出会っていきなり即挿入。 柔らかすぎてすぐ脱輪するおっぱい。田中ねね（8月25日、ダスッ!）
- 絶対にナマで連射させてくれる連続中出しソープ 田中ねね（8月25日、本中）
- 行き遅れじじいの遠隔ナンパ 〜孫に頼んでヤリタイ放題〜 化粧っ気のない隠れGカップ巨乳ニヤニヤ胸チラからのジワジワやらしい目でハメたい願望丸出し!!若造に乳首こねくり回されながら肉棒鬼突き完全アクメ堕ち!!（8月25日、ナンパJAPAN）※「あずさ」名義
- 毎日谷間を覗き見してた元家庭教師の丸出しおっぱいが突然目の前に!高級ソープ店で再会したのでパイズリと中出しで射精しまくった。（9月1日、MOODYZ）
- 都合の良い俺専用おしゃぶりペット 大人しい地味巨乳の言いなり女子大生編（9月1日、Fitch）
- いいなり援●交際 Vol.001 田中ねね（9月4日、ONE MORE）
- 地味で巨乳の娘は、無防備な谷間をエロ目線でジロジロされてるのを気がつかないらしいので、自分が男たちのオカズになってる事をアヘ顔になるまで責めたてて思い知らせてみた。（9月4日、光夜蝶）
- 他の女に興味がないのは、俺の妹がこんなに可愛くエロいせい。（9月4日、NON）
- 娘とじゃれ合う内に俺の上で「ロデオ」のように腰を振られ、まさかの勃起。気づいた娘も嫌がるかと思いきや顔を赤らめて感じている様子。そのまま、私の顔で再びロデオする娘は、勃起が治まらない俺のチ●ポを最後まで弄ぶ(泣)（9月4日、NON）
- いいなり援●交際 Vol.001 田中ねね（9月4日、ONEZ）
- 抱きしめたくなるGカップ―。マドンナ初登場!! 夫と子作りSEXをした後はいつも義父に中出しされ続けています…。（9月7日、マドンナ）
- 欲求不満な隣の奥さんの無防備なカラダに誘惑され絶倫セックスで寝取られた僕。 田中ねね（9月7日、BeFree）
- おっぱいで超誘惑してくる新人セクキャバ嬢（9月7日、unfinished）
- 「あれ?私ドSだったの?」「えっ!私ドMだったの?」 可愛い幼馴染の隠れていた性癖が解放された!ボクを責める幼馴染。ボクに責められる幼馴染… ボクたち三人はいつも一緒に遊んでいる大の仲良しの幼馴染です。一人はめちゃめちゃ可愛い女子でもう一人はスポーツ万能のイケメンです。二人は付き合ってます。お似合いです。ボクみたいな童貞で気持ち悪いやつと仲良くしてくれるだけでもありがたいと思わないといけませんが、ボクも彼女を愛しているんです。二人を見るたびに胸が締め付けられるように苦しんです。ある日いつものようにボクの家に遊びにきたら今日は彼女一人でした。心理テストをして遊んでると彼女がSではないかという疑いが…。ボクに目隠しをして自由を奪っていくと段々興奮していく幼馴染。「お願い…やめて」その声でさらに興奮していく幼馴染。どうやらボクはドMらしいです。「ダメ…ほんとやめて」というボクのその声が「もっとして…」にしか幼馴染には聞こえないようです!!（9月7日、Hunter）
- 学校でバイブをパンツ固定されたまま長時間拘束放置され我慢し続けるが追い打ち媚薬でイキ崩れたガンギマリ女子○生（9月10日、ナチュラルハイ）
- あなたに見られながら輪姦されるって興奮します… 極太肉棒で貫かれ、夫の前で堕とされた巨乳美人女将（9月13日、オーロラプロジェクト・アネックス）
- 昼間っからエっグいほど下品な姿でヨガりまくって不倫するドスケベ妻（9月18日、DOC）
- ひきこもりニートなボクのチンカス臭いチ○ポもボーボーなアナルもニコニコ笑顔で舐めてくれておまけに好きな時に好きなだけ中出しまでさせてくれるボクだけのマジ最強肉便器大天使妹ねねちゃん。（9月19日、エムズビデオグループ）
- 巨乳サンド&巨尻サンドW密着ピストンでほろ酔い女上司二人から中出しをせがまれ朝まで中出しセックス! 出張先の宿で女上司二人に呼び出されるとすでにほろ酔い!?普段ミスばかりのボクにお説教が始まったのですが、浴衣がはだけて胸チラ&パンチラが見えまくり!なので反省するどころか勃起がおさまりません!!さらに女上司二人は勃起に気付くと、体を密着させて勃起チ○ポをいじりまくり!抵抗しても逆らえず挿入されてまさかの3Pに!?ダブル巨乳サンドピストン+ダブルデカ尻サンドピストンでヤラれまくり!朝まで何度も何度も密着ピストンを繰り返されて中出しをせがまれる事態になってしまいました!!（9月19日、Hunter）
- 下校中に突然の雨に振られて、びしょ濡れで雨宿りにやってきた義娘と友達のズブ濡れの透けブラ制服女子から目が離せず勃起しまくり!（9月19日、Hunter）
- 悦楽する性 魅了される卑猥巨乳輪 ヤりたい放題ハメまくって下さい…。（9月19日、ABC/妄想族）
- こんな野外で?!顔射後も止めない突然の笑顔しゃぶりで連続2回おねだり女子○生 6 総勢30人60発射総集編付き豪華版（9月24日、ナチュラルハイ）
- 壊された美巨乳教師 「先生は一生、慰み物だよ…」 恥辱の家庭訪問（9月25日、オーロラプロジェクト・アネックス）
- 黒パンストの下半身が卑猥にクネるオナニー快楽 3（9月25日、セレブの友）
- 首輪をつけた私の女教師(ペット) 〜愛する先生を拘束レズビアン調教〜（9月25日、セレブの友）
- あっ!ダメです!そんなに接近されたら離婚するまで待つって約束僕守れないかも… 離婚調停中の巨乳兄嫁の誘惑（10月1日、MOODYZ）
- 両親が新婚旅行中に巨乳で可愛い義理の妹と理性も忘れ夢中で求め合った淡い青春の思い出。（10月1日、Fitch）
- お姉さんの巨尻が猥褻過ぎて秒殺で悩殺!!（10月1日、MARRION）
- 性感暴発エビ反りアクメサロン（10月2日、ワープエンタテインメント）
- 近所で可愛いと有名な子を飼ってます。（10月2日、NON）
- SOD配信専属レーベルが待望のDVD化! 超豪華ラインナップで送る初々しいデビューSEX4時間SP（10月8日、SODクリエイト）※配信作品「【配信専属】SOD新人AVデビュー 田中ねね（20）T:151 B:95（G） W:60 H:80」(HISN-00005)を収録したオムニバスDVD。
- 図書館で声も出せず糸引くほど愛液が溢れ出す敏感娘 23 寝取り中出し2枚組SP（10月8日、ナチュラルハイ）
- マジックミラー号ハードボイルド 1秒に19回の激ピスマシンバイブで人生初のポルチオイキを体験して潮を吹きまくった彼女さんはデート中の彼氏を裏切ってデカマラを自分から挿入してしまうのか!? 5（10月8日、サディスティックヴィレッジ）
- メガビッグサイズコンドームの巨根部下に寝取られて…（10月13日、MOODYZ）[17]
- 肉感美姉妹 強制スワッピング&絶望受精懐妊セックス（10月13日、オーロラプロジェクト・アネックス）[17]
- 唾液を絡ませ自ら腰を振る。 素顔丸出し一泊旅行。 ≪巨乳悦楽イキ狂い!性豪おじさんとの濃密性交編≫（10月13日、ダスッ!）
- 全身オイルまみれSEXのヌルヌル快楽でメス堕ち 2（10月13日、セレブの友）
- カラダ200点!! エロさ保証 ピルギャルをパコりまくりの中出し放題（10月19日、kira☆kira）[17]
- 「一回だけならエッチしてもいいよ」 童貞だとバカにされ落ち込むボクに優しい幼馴染が筆おろしをさせてくれることに。しかし、挿入即暴発してしまい開始一分もたたずにエッチは終了…。したくない!だからそのままヌカずの激ピストンでごまかしFUCK!何度も何度も中出ししちゃってもごまかし続けながらハメていたら膣内から精子が溢れ出てきた!さすがに気づいた幼馴染ももはや中出しエッチにハマっていまい、そのまま公認中出し!（10月19日、Hunter）
- 羞恥! 青少年男女混合全裸体力測定2020（10月22日、サディスティックヴィレッジ）
- 宿泊ドックの数日間に看護師をする彼女の親友とセックスしまくった VOL.3（10月22日、DANDY）
- 鬼詰のオメコ 無限発射編（10月23日、TMA）
- 素人ハメ撮り おっぱい先生 2（10月23日、TMA）
- 童貞のフリして本番させてもらえる裏技が、デリヘル嬢にバレて逆転お仕置き痴女責め中出し（10月25日、本中）
- 田中ねねを本気で酔わせてみる1日呑んだくれAVドキュメント!（10月25日、セレブの友）
- むっちり黒パンスト淫尻を美女同士で撫で回し舐め回すレズビアン（10月25日、セレブの友）
- 突然押しかけてきた嫁の姉さんに抜かれっぱなしの1泊2日（11月1日、VENUS）
- 巨乳水着ギャルばかりを狙う海の家ナンパエステ 19（11月1日、変態紳士倶楽部）
- No.1風俗嬢になった色白巨乳の幼馴染と3日間発射無制限の同棲生活 2（11月1日、LUNATICS）
- マンスジ前貼りお漏らし（11月12日、RADIX）
- 巨乳ワキ虐め 腋を曝け出し屋外でお仕置きされる少女（11月12日、RADIX）
- 本当は私…。マゾなんです。色白肉感恵体エロ巨乳 Gカップ ドM願望が抑えきれない梨央奈さん24歳（11月13日、AVS Collector's）※「梨央奈」名義
- テストで満点をとった男子生徒にセックスをお願いされて断り切れなくて強制中出しされちゃういいなり巨乳家庭教師（11月13日、BAZOOKA）
- 私、実は夫の上司に犯され続けてます…（11月13日、溜池ゴロー）
- 清楚なデカ尻人妻の固定ディルド当てゲーム 利き竿イッポン勝負! 見事当てたら賞金100万円!外せばその場でデカチン即ハメ! ディルドでイッた直後の敏感マ●コに旦那より大きいチ●ポでハメられイキまくった奥様は中出しも拒めないのか!?（11月13日、はじめ企画）※「きょうこ」名義
- 絶品パイズリが売りのデリヘル嬢になったGカップ巨乳の幼馴染と3日間発射無制限の同棲生活（11月19日、OPPAI）
- 『ね〜この下着どう思う?カワイイ?』 下着メーカーで働き始めた地味姉が日に日にエッチな下着に変わりエロさを増していき過激に大胆に…!? 下着メーカーで働いている地味姉が最近変なんです!いやエロいんです!会社の下着を着けて意見を求めてくるのですが、動揺するボクを見てどんどん大胆に!エロ過ぎる下着を間近で見せつけられて勃起したボクに、地味姉は自身を付けるどころかまさかの発情!?隠していた性欲が爆発してチ○ポをむさぼりまくり&挿入!乱れまくる地味姉に興奮して下着が精子まみれになるほど何度も中出しを繰り返してしまいました!!（11月19日、Hunter）
- 神乳新妻 親父の再婚相手はド淫乱痴女 童貞義息子の肉棒ポテンシャルに大興奮（11月19日、ABC/妄想族）
- 私は快楽狂いのド淫乱オナニスト 9（11月25日、セレブの友）
- 完全撮り下ろし! むっちりエロ尻お姉さん陰部密着 黒パンスト穿いたままSEX 2（11月25日、セレブの友）
- SOD女子社員 第3回フェラチオシンデレラ選手権 撮りおろし 凄テク女子社員3名の決勝戦!&一挙公開 現役女子社員21名の予選大会! 濃厚ザーメン合計68発射精! 特大ボリューム2枚組480分スペシャル作品!（11月26日、SODクリエイト）※「前田音緒」名義
- 息子が中出ししたらお掃除フェラして強制勃起させ再び挿入金玉カラッポになるまで終わらない近親エンドレス相姦（12月1日、VENUS）
- 黒人NTR種付けプレス 僕の自慢の彼女がゲスな外国人留学生に奪われた話…（12月1日、Fitch）
- Mっ気のある人妻を拘束逝かせSEX 田中ねね（12月1日、プラネットプラス/七狗留）
- 推定Gカップ以上の巨乳エロコスプレイヤーばかりをナンパして自宅へ連れ込み隠し撮り。 お酒とフル勃起したチ●ポをチラ見せ焦らしでムラムラさせ何度もタダマンして肉奴隷にした件。（12月1日、変態紳士倶楽部）
- 一般男女ドキュメントAV ほろ酔い爆乳女部下たちと宅飲み→逆セクハラ→朝まで中出し(立場逆転)（12月7日、DEEP'S）
- 最低10発はヌクッ!! 巨乳を震わせながらイキまくる何発でも中出しOKの巨乳媚薬サロン（12月7日、unfinished）
- 昔、僕をイジめていた先輩の妹が面接にやってきた（12月7日、ティーチャー/妄想族）
- 「近所の巨乳若妻を他人の精子で汚したい…」ウマそうなカラダにNTRぶっかけ12発!!不倫相手に応募されてきたねね24さいGcup（12月10日、コスモス映像）※「ねね」名義
- 極上ボディで何度も射精させちゃう超淫乱高級デリヘル嬢 5（12月11日、BAZOOKA）
- 街行く素人J●が初イキに挑戦! 初めてのイッちゃう! 体験のはずが連続激イカせプレイでパンティーぐちょぐちょ、制服着たまま潮吹きまくりの連続イキ体験にw 「もう何回もイって… る… イ、イグゥゥゥ…」と気絶寸前までイキ果てビクビク痙攣しながら最大約24回の連続絶頂! 最後はもちろん大量精子生中出しSP（12月11日、赤面女子）
- 修学旅行の夜…王様ゲームで全裸にさせられ生徒にハメられまくった巨乳担任教師（12月13日、MOODYZ）
- 夫の不祥事を始末するには「こうするしかない」と言われました。（12月13日、ダスッ!）
- 禁断介護（12月17日、グローリークエスト）
- 凄テクでノンケ巨乳がイキ狂う レズ堕ちポルチオエステ 田中ねね 宮村ななこ（12月19日、レズれ!）
- 水泳全国1位になったボクの遺伝子求めて孕ませ懇願してくるスク水巨乳たちの逆4P痴女りスイミングスクール 吉根ゆりあ 今井夏帆 田中ねね（12月19日、OPPAI）
- 『えっそんな事までしてくれるんですか?? 出ちゃいますよ!?』 白衣の天使降臨! ボクの精子を一滴残らず吸い取るほどのキツマンバキューム騎乗位で何度も中出し!! 小さいおち○ちんが大きくなるまでの一部始終を見ていた看護師さんがボクの勃起チ○ポを恥ずかしそうにそっと優しく握りしめて…（12月19日、Hunter）
- 真夏の逆転マジックミラー号「 海水浴中の素人ビキニ娘の大胆SEXをナマで見たくないですか?」 美巨乳限定ナンパGETスペシャル!! 変態男達の前で見られているとは知らずに大胆ナマSEXを披露! パート6（12月24日、SODクリエイト）
- 接吻 × 唾液まみれ × 濃厚SEX 田中ねね（12月25日、セレブの友）
- 絶倫生徒と巨乳女教師が放課後のラブホテルで二人きり… 持っていた1枚のコンドームを付けて頼み込んでの1回だけSEXのはずが先生の性欲が強すぎて何度も、何度も中出ししまくった。 田中ねね（12月25日、本中）

- 田舎に帰省したら10年ぶりに泊まりに来たGカップ幼馴染の無自覚すぎる着衣ノーブラ姿にたまらず10発も中出ししちゃった僕。 田中ねね（1月1日、MOODYZ）
- モデルをやってる友達の激カワ美人姉のポージングを見た僕は興奮して即ズボ! からの中出し! 嫌がりつつも徐々にSEXの快感に堕ちてしまったモデル姉は自ら腰を振ってイキまくるので更に追撃連続中出し!!（1月1日、DOC）
- ラッキーな胸チラを発見し、気づかれないように見てたけど、やっぱりバレてた?! 16 〜人妻の日常編〜（1月2日、LEO）※レンタル版は2020年12月28日リリース。
- 「おっぱい乗ってますけど…」超タイプの巨乳義母と入浴セックス（1月7日、VENUS）
- 嫁コンテンツまーけっと ねね(仮名)（1月7日、ティーチャー/妄想族）
- ウーハービッチ ～お好きな女性をお好きな時にお好きな場所で!～（1月7日、桃太郎映像出版）
- どうしても客喰いグセが治らないんです! 超健全なリラクゼーションサロンで働いている私は、ダメと思いつつも男性客を見ると興奮してしまうエロい女なんです。（1月7日、Hunter）
- 東京乳輪 2021（1月8日、ROCKET）
- 本物全裸素人 局部パーツ限界接写ファイル 2（1月15日、S級素人）
- 巨乳妻ナンパ中出し! ご無沙汰チ○ポでガチイキ! マジイキ潮吹きアクメ!（1月15日、LOTUS）
- 彼女のお姉さんは巨乳と中出しOKで僕を誘惑 田中ねね（1月19日、OPPAI）
- Wムチっ娘乳デビル たぷんたぷんのデカパイでチ○ポを仲良くパックン小悪魔サンドイッチ 凪沙ゆきの 田中ねね（1月19日、エムズビデオグループ）
- 残業続きの兄貴の帰宅をいつも深夜まで待つ兄嫁と、欲望のままにヤリまくった兄貴が帰ってくるまでの8時間。（1月19日、Hunter）
- ムッチリ総合病院（1月21日、グローリークエスト）
- 田中ねねのGカップ爆乳振り乱しデカ尻騎乗位4SEX（1月25日、セレブの友）
- 最愛の愛人と一心不乱に弄り合った中出し不倫旅行（1月29日、人妻花園劇場）
- 田中ねね、まるっと4時間ほられっぱなし（1月29日、NON）※単体ベスト
- 素人女子大生限定! パンティ素股でカチカチち●ぽがアソコに擦れて赤面発情! クロッチは恥ずかし汁まみれ! そのまま生で擦り合わせて、ヌルヌルワレメに結局つるんっと入って生中出し!! ～敏感JD高速ピストン編～（1月29日、赤面女子）
- マシンガン連射パイズリソープ嬢（2月1日、MOODYZ）
- 旦那のいない午前中に専業主婦の自宅に押しかけ突撃訪問生ハメ中出しSEX!（2月4日、グローリークエスト）
- 悪エロガキの巨乳奥様狩り VII 田中ねね（2月5日、クリスタル映像）
- 産婦人科痴漢!! 12 何も知らない若妻に治療と称して中出しまでっ!!（2月5日、LEO）
- 担任の私と男子生徒が涎を垂れ流し何度も夢中で舌を絡めるご両親不在のベロチュウ家庭訪問（2月7日、VENUS）
- 『意外と胸大きいんだな…』『恥ずかしい…あんまり見ないで…』『お前みたいな子供に興味ないから…』 隠れ巨乳妹と狭いお風呂で二人きりでフル勃起!（2月7日、Hunter）
- 3年4組の文化祭の模擬店は…ゴーゴーバー 私立のお嬢様○校の文化祭。毎年行列のできる大人気の模擬店は『ゴーゴーバー』。机をステージに見立てた舞台で怪しく腰をくねらせ女子がアピール! お気に入りを見つけたら番号を指名して連れ出してGO!（2月7日、Hunter）
- 僕の妹のデカぱいシェアします。（2月19日、ドグマ）
- 兄貴の嫁 恋人同士だった二人（2月19日、KSB企画/エマニエル）
- 「そんなつもりじゃ無いんだけど…」 言葉遣いも見た目も男っぽい男友達のような付き合いの女子が男だらけの飲み会に女1人で参加。そのままいつものように雑魚寝してしまったら、見えてしまった! 下着はエロくてヤラれることを期待してるんじゃ…!? みんなに隠れて密かに責めてメスイキ!（2月つ19日、Hunter）
- 疲れて先に寝てしまった父に必死にフェラしているヤル気満々の義母の突き出しフェラ尻に我慢できず勃起即挿入してしまったボク。（2月19日、Hunter）
- 乳欲剤 ～デカ乳ありがとうございますGカップ以上おめでとうございます～（2月25日、SEX Agent/妄想族）
- 会社なのに巨乳ボディラインぴったりの場違いな服で無意識に誘惑出勤する派遣さんはお願い揉みで感じて拒めずヤラせちゃう（2月25日、ナチュラルハイ）
- 「エロすぎるいいオンナお届けします」 配達先のチ○ポを大きな胸で誘惑勃起させナマでしゃぶり尽くすW痴女配達員（2月25日、Hunter）
- 今からこの娘の口内を犯していきます（2月27日、光夜蝶）
- 妊娠OK!! 色気むんむんで迫ってくる爆乳ヤリマン不倫人妻（3月1日、ワンズファクトリー）
- おっぱい神ねねの中だしえっち（3月1日、S-Cute）
- 終電逃したバイトの先輩が僕の部屋でホロ酔いお泊り!! エロノリ全開の神乳ビッグ4と朝までオッパイまみれハーレム中出し大乱交!! 椿りか 田中ねね 佐知子 凪沙ゆきの（3月1日、MOODYZ）
- 最強級のエロ能力を持った「通称:チートおじさん」登場! チート能力で性感完堕ちNTR狩り（3月3日、ROOKIE）
- ボイン大好きしょう太くんのHなイタズラ（3月4日、グローリークエスト）
- 酔いつぶれた人妻 3旦那の留守中に泥酔… 奥さんって飲むとエロくなるんですね。（3月5日、LEO）
- 巨乳女上司だらけで男はボク1人の社員旅行はまさに天国! 混浴露天でチ○ポをいじられ大宴会でまさかのハーレム乱交!!（3月7日、Hunter）
- 東京素人J●ナマハメ流出映像 3（3月12日、S級素人）
- 美脚ラグジュアリーな素人女性にセクハラしまくる秘蔵映像流出（3月12日、S級素人）
- 娘ほど年が離れた家出タダマン女子大生とマッチング!! 自粛オヤジの自宅で朝まで生ハメ中出しねっちょり巣ごもり 田中ねね（3月13日、MOODYZ）
- パイしべ長者 巨乳から更に大きな巨乳を紹介してもらい続ける数珠つなぎの旅（3月19日、OPPAI）
- 「私、バイセクシャルなんです」 堀内未果子がカミングアウト!! 新人なのに‘田中ねね’を逆指名! 台本なし! スタッフなし! 完全二人きり! プライベートのように好き勝手イチャイチャする生々しいハメ撮りレズ（3月25日、kawaii*）
- 布団の中に少年を引き入れ逃がさない肉圧のしかかり騎乗位で何度も中出しさせるドスケベな巨尻ママ（3月25日、ナチュラルハイ）
- パンティ見て勃起してるの? 変態さんだね。だったら足コキで充分だよね。（4月1日、グローリークエスト）
- フェラチオのお仕事にやってきた素人娘に予告なしの突然口内発射 2（4月1日、OFFICE K’S）
- お願いだから許してください。田中ねね（4月2日、光夜蝶）
- 新しい義姉は、鬼畜な人なのに僕の勃起は治まらない。（4月2日、NON）
- 愛娘は、極度の男の臭いフェチ。特に俺の恥ずかしい所の臭いを嗅いで、エロ顔になる娘を見てダメだと思いつつもフル勃起。洗ってないギン起ちチ●ポを顔に擦り付けそのまま、アへ顔で頬張るとメスに成り下がった娘は、俺のクッサイ精子を搾り取る。2（4月2日、NON）
- 巨尻誘惑メンズエステ ド迫力杭打ちピストン騎乗位で連続射精に導くスゴ腕肉感エステティシャン（4月7日、ビッグ・ザ・肉道/妄想族）
- 人をダメにするぷるるんおっぱい!! 神巨乳マシュマロ風味 田中ねね（4月8日、親父の個撮）
- 接客中に顔を紅潮させながら感じまくるバイト娘 13 ～パン屋、洗車場、いちご農園、たこ焼き屋～（4月8日、ナチュラルハイ）
- 爆乳ライフセーバーはセックス大好き!! ～性欲が止まらない～（4月12日、MERCURY）
- パイマゾ 爆乳アヘ顔絶頂イキ狂い 田中ねね（4月19日、ドグマ）
- おっぱい先生 003 ねーね ～Jパイ♡ セルフパイ舐め無限イカせ編～（4月23日、おっぱい先生）
- 田中ねねで、ヌキまくりの260分!（4月25日、オーロラ・プロジェクト）※単体ベスト
- ねぇ、お父さん達が帰ってくるまでにあと何回しよっか?（4月30日、NON）
- 艶乳濃交 ～巨乳を好きなだけ揉みしだきイキたくなったら生中出し～（5月1日、MAX-A）
- THE ドキュメント 本能丸出しでする絶頂SEX Hカップフワトロ巨乳女の淫乱ドスケベ乱交ファック（5月1日、美人魔女/エマニエル）
- Gカップ巨乳田中ねねBEST8時間 MOODYZ出演作品14本番全32発射（5月1日、MOODYZ）※単体ベスト
- 艶乳濃交 ～巨乳を好きなだけ揉みしだきイキたくなったら生中出し～（5月1日、MAX-A）
- 潜入!! 噂のリンパマッサージ店 7 「裏オプション、いかがなさいますか?」（5月7日、LEO）
- 混浴温泉に1人で入っていたら、町内会バスツアーの巨乳若妻たちが突然入ってきた!（5月7日、Hunter）
- 近ごろ豊満な熟女体型を気にしはじめた嫁の母が恥じらう姿に僕は勃起してしまった 田中ねね（5月13日、VENUS）
- 媚薬BDSM 強力媚薬とぶっかけで快楽地獄の虜（5月13日、AVS collector’s）
- ヌキ無しお触り禁止のメンズエステ店に在籍する予約3カ月待ち神メンエス嬢の射精無制限生挿入中出し裏オプションを完全盗撮（5月14日、赤面女子）
- 色白デカ尻の家事代行おばさんに即ハメ! デカチンの虜になった人妻が翌日勝手に押しかけてきたので満足するまで何度も中出ししてあげた 4 田中ねね（5月19日、DEEP'S）
- 止められない姉妹相姦 汗かき密着お風呂ビアン（5月19日、レズれ!）
- 「ご主人様、今日は私のどんなお汁にいたしますか?」 おしっこ、汗、唾、愛液… 巨乳メイドの萌え水が飲める大人気の汁メイド喫茶「しろふわマンジール」へようこそ! 佐知子 田中ねね 美園和花（5月20日、SODクリエイト）
- 日焼け跡残した柔らかいパイオツに薄色のデカめ乳輪が絶妙にエロい! 清楚な白肌から変身 エロ黒ドスケベ姉さん化した 田中ねね（5月27日、MERCURY）
- 色気ムンムン女上司に仕組まれた相部屋マラ喰い逆NTR 朝までムチ乳デカ尻中出しプレスで10発ヌカれたボク…（6月1日、ワンズファクトリー）
- 隣の田中さんが何故か僕の家に来てずっーーと乳首を弄り回してくるんです (汗)（6月4日、光夜蝶）
- 早熟な肉妻の匂い 田中ねね（6月4日、NON）
- えっ!! 友達のカノジョが僕の布団の中に潜り込んできたっ?! 「ねえ、しよっか? 布団の中だったらバレないからしてもいいよ♡」 4（6月4日、LEO）
- 娘とじゃれ合う内に俺の上で「ロデオ」のように腰を振られ、まさかの勃起。気づいた娘も嫌がるかと思いきや顔を赤らめて感じている様子。そのまま、私の顔で再びロデオする娘は、勃起が治まらない俺のチ●ポを最後まで弄ぶ (泣) 2（6月4日、NON）
- 友人同士が燃えるように乱れ合うルームシェアレズビアン 外出禁止の室内で絶頂しまくる過激レズセックス 堀内未果子 田中ねね（6月7日、ビビアン）
- 角オナニー 擦り付けたら止まらない4 13人（6月7日、かぐや姫Pt/妄想族）
- クリトリス吸引バイブオナニー2 今日もクリが幸せ★彡 吸引と振動でクリトリスをW刺激、SEXでも見せないようなアヘ顔で絶頂を繰り返すAV女優達15名240分（6月17日、グローリークエスト）
- 夏を待てない! 近親相姦 ビキニママ（6月19日、VENUS）
- 天然神乳 デカパイを振り乱しイキ狂う7SEX 田中ねね BEST（6月19日、お母さん.com/妄想族）※単体ベスト
- 男に迫られると股間を開いてヤラれる 断りきれない肉感ボディ巨乳マゾ妻 Gカップとデカ尻を責められイキまくるM奥様（6月19日、熟女はつらいよ）
- 私立バブみヶ丘保育園 愛情たっぷりエッチなお遊戯 天然ふわふわHカップの授乳手コキで筆下ろし! ねね先生（6月24日、MILK）
- ワザと終電を逃して巨乳先輩の自宅にお邪魔して2人きりのAV鑑賞に持ち込んだら…（6月24日、DANDY）
- 制服美少女手こきフェラ 8人160分（6月25日、宇宙企画）
- 素人ヘアヌード大図鑑～巨乳 & 爆乳編（6月25日、S級素人）
- 父兄惨姦 田中ねね（7月2日、光夜蝶）
- リピート率NO.1! 寝取り率NO.1! 巨乳デリヘルがいるレズ風俗にハマってしまった人妻 田中ねね 加藤あやの（7月7日、ビビアン）
- しくまれた媚薬痩身エステ 4  施術師が怪しいので警戒していたが、秘かに盛られた媚薬でまんまと快楽堕ち!!（7月9日、LEO）
- ガードユルユルへべれけJD連れ込みSEX隠し撮り成功。もっと酔わせて生パコ中出し性交。朝までず～っとハメハメハメハメ…（7月9日、赤面女子）
- 夫婦で挑戦! 田中ねねの凄テクで夫が2回イカされたら妻が寝取られナマ中出しSEX!（7月13日、はじめ企画）
- むっちり美白GカップBODY 田中ねね8時間BEST（7月13日、Fitch）※単体ベスト
- ULTRA SWEET 赤貝 美人令嬢淫覚絶頂拷問 ～狂い哭く爆イキ赤貝! 神秘の秘穴クレイジープッシー!!～（7月25日、AVS collector’s）
- 田中ねね まるごと完全収録1163分BEST（7月25日、セレブの友）※単体ベスト
- 全国のシロウト娘さんと ただ、ヤリたい… ハメたい! 素人ハメ撮り 東海地方編（7月25日、S級素人）
- いきなり逆ナンハーレムワゴン ダサいオンナとSEXするならウチらとパコろうよ!! 田中ねね 稲場るか（8月19日、kira☆kira）
- 馬乗りフェラ顔射（8月25日、SEX Agent/妄想族）
- したたる唾液を観察するたっぷり指フェラ（8月25日、SEX Agent/妄想族）
- 夫の目の前で犯されて― 好々爺の裏の顔 田中ねね（9月7日、アタッカーズ）
- 高確率合格の秘訣はヌイて伸ばす! スケベエリート多数在籍!! これが噂のスーパー家庭教師（9月10日、LEO）
- 素人NTR投稿 息子の嫁さんを寝取ってヤッちゃったところを盗撮→ハメ撮りして投稿しました ムチムチ巨乳の嫁に興奮して義父が大量中出し（9月21日、カルマ）
- 童顔ギガ乳お姉さん田中ねねのフル妄想セックス桃色アルカナで発情しちゃった家庭教師（9月28日、Smartmedia production/妄想族）
- 田中ねね、まるっと4時間おかされっぱなし（10月1日、NON）
- セルフパイ舐め 4（10月5日、MARRION）
- 満員バスで背後から制服越しにねっとり乳揉み痴漢され腰をクネらせ感じまくる巨乳女子○生 14（10月7日、ナチュラルハイ）
- S級熟女コンプリートファイル（10月19日、VENUS）※単体ベスト
- ディルド大好き15人の激イキオナニー ～お気に入りのディルドで自らのマ○コを刺激し激しく腰を振る女たち!（10月26日、セレブの友）
- 新しい引っ越し先は欲求不満の爆乳人妻ばかりが住む毎日ヤリまくりマンション（11月9日、BAZOOKA）
- 夢の3P! 酔った義姉が終電を逃した女友達と一緒にボクのアパートにきて川の字で寝る事に! 寝相が悪く服が乱れ始めパンティ & 胸が露になって…（11月9日、Hunter）
- ぱいシャ! アヘ顔巨乳にザーメンぶっかけ（11月16日、ドグマ）
- デカパイの破天荒すぎる従妹に弄ばれた3日間（12月1日、プラネットプラス/七狗留）
- 勉学に励むフル勃起の童貞学生に夫に内緒でヤラせてあげた優しい優しい巨乳主婦（12月7日、	熟女大学/熟女卍）
- いじわるご奉仕 癒しの巨尻ソープ嬢 田中ねね（12月7日、	MARRION）
- 酔っ払って帰ってきた妻が間違って隣人のゴミ部屋へ入ってしまい、僕と勘違いして中年オヤジに発情して中出しセックスした話（12月7日、ミセスの素顔/エマニエル）
- 某旅館が提供する現代の裏遊廓 中出し花魁倶楽部（12月14日、BAZOOKA）
- W巨乳奴隷 田中ねね 白石みき（12月21日、グローリークエスト）
- 家事する代わりに巨乳過ぎる姉のおっぱいが1分間揉み放題!（12月28日、Hunter）

- （胸が異様にでかい）「ホスぐるちゃん」と乳モミ0円デート。生ドキュメンッイエーーイ。（1月4日、こぐま/妄想族）
- 近所の胸チラがエロ過ぎるスライム巨乳の若妻達!? 着替えを覗いてるのがバレて痴女化した奥様に杭打ち騎乗位で激ピス責めされて満足するまでご奉仕させられた!!（1月13日、SWITCH）
- 悩殺! 見下しぱいレイヤー 田中ねね（1月18日、ドグマ）
- 夫の部下に犯され続けた一週間 田中ねね（1月18日、KSB企画/エマニエル）
- 職場の親睦会で飲み過ぎたパート人妻さんをお持ち帰りして宅飲みでナマまんゲットした盗撮素材をせっかくなのでそのままAV転売します 10（1月18日、カルマ）
- 乳首舐めベロちゅう手コキ 2（2月15日、グローリークエスト）
- 田中ねねSPECIAL BEST4時間（2月25日、TMA）※単体ベスト
- 一般男女モニタリングAV 特設マジックミラー部屋でラブラブ大学生カップルが男女に別れてAV女優&男優の凄テクイキ我慢に挑戦!! 超ド級爆乳Hカップ・田中ねね×素人男子大学生 (彼氏) / (彼女) 素人女子大生×デカチン激ピストン男優 編（3月1日、DEEP'S）
- 露出隠姦 SNSで爆乳神引き! 千載一遇のチャンスを手にした俺は、極みを目指すべく野外でHカップ美味しく頂いちゃいました（3月15日、山と空/妄想族）
- 誘惑的な透けTバックでマンション内をねり歩く昼下がりのデカ尻人妻 田中ねね（4月5日、MOODYZ）
- コンドームが破れて生ハメになった途端に激しくなる快感とピストン! 欲求不満な爆乳むっちり妻の汗だく中出し肉弾交尾 田中ねね（4月5日、Fitch）
- 終電無くなったので女上司たちの家で宅飲み→巨乳ビンタで密着ダメ出し説教され朝まで逆セクハラ種付けさせられた件。 田中ねね 吉根ゆりあ 三舩みすず（4月5日、kawaii*）
- ゾウさんパンツでフェラ 11人 ブリーフの先っちょからチ●ポを引っ張り出して喉奥でグポグポする気持ちいいフェラチオ 6（4月5日、かぐや姫Pt/妄想族）
- SUPER FISHEYE FETISHISM 迫力興奮蜜写 ムチムチ事務淫OL どすけべ肉感BODY 田中ねね（4月12日、AVS collector’s）
- 貴方をいぢめるいぢわる上司に私はお股をいぢられて… 田中ねね（4月12日、JET映像）
- 素人娘の全裸図鑑 23 今時の女の子12名が恥らいながら脱衣していく様子をじっくり撮影した、変態紳士のためのヘアヌードコレクション（4月12日、かぐや姫Pt/妄想族）
- 美人のデカ尻人妻が固定ディルド当てゲーム 利き竿イッポン勝負! 見事当てたら賞金100万円! 外せばその場でデカチン即ハメ! ディルドでイッた直後の敏感マ●コに旦那より大きいチ●ポでハメられイキまくった奥様は中出しも拒めないのか!? vol.5（4月19日、はじめ企画）
- ヤレる人妻回春マッサージ32 中出し交渉盗撮（5月3日、変態紳士倶楽部）
- 巨乳人妻マッサ盗撮媚薬オイルで急性発情しイキ我慢も虚しく悶絶絶頂!!（5月6日、ゲッツ!!）
- 夫婦念願の田舎暮らし… だがそこで農業従事者様のデカチンをめりめり挿れられめろめろにされた妻 田中ねね（5月10日、JET映像）
- こっそり素股で布越し誘惑ワレメ押し付け勃起させて騎乗位挿入しちゃう人気の爆乳エステティシャン 田中ねね（5月12日、ヒビノ）
- ファーストクラス 絶品人妻ナンパ 14 セレブ奥様に中出しSP!（5月13日、ホットエンターテイメント）
- 元陰キャの巨乳ヤリマン妹のアエギ声が昼間からうるさいので怒りのデカチン懲らしめ中出しピストンで失神イキさせ黙らせた。 田中ねね（6月7日、LUNATICS）
- 【悲報】このあとこの巨乳ちゃんたちがマッサージ師のおじさん達に美味しくいただかれるっ!! 2（6月9日、LEO）
- 無類のデカ乳狂いサイコパス肉欲輪姦 田中ねね（6月14日、AVS collector’s）
- 夫の会社の上司や同僚とエッチしまくるスケベ嫁 寝取られ肉感ボディ巨乳尻マゾ妻 デカ乳&デカ尻を責められイキまくるM奥様 田中ねね（6月28日、熟女はつらいよ/熟女卍）
- 巨乳トライアスロン オマ○コ耐久 乳首開発 鉄マンレース 前半戦 田中ねね（7月19日、ドグマ）
- ボディペ露出 Hカップおま○こちゃんと街中丸出しデート（7月21日、SUN）
- 女幹部ガーベラ ヒーロー逆NTR 「ピンクより私の方がイイでしょ?」（7月22日、GIGA）
- 【完全主観】3人のエグい爆乳ヤリマンが開催する中出し乱交パーティーへ行ってみたら男は僕一人だった。吉根ゆりあ 田中ねね 美園和花（8月9日、Million）
- 雲上VIP限定ラッキー挿入確率18%の絶妙設定超高級爆乳メンズエステ 田中ねね（8月25日、Materiall）
- 今、セフレで一番エロい推し妻、紹介します。チ○ポ大好き誰の精子でも美味しくごっくんする巨乳セフレ妻 ねねちゃん 25歳（8月25日、コスモス映像）
- 完全プライベート映像 HからIカップに成長した爆乳人気女優シン・田中ねねちゃんと初めての二人きりお泊まり（9月6日、パコパコ団とゆかいな仲間たち/妄想族）
- 肉食系W白バニー痴女オッパイ挟み撃ちで強制連射! ダブルブッキング奪い合い逆3Pハーレム 水原みその 田中ねね（9月6日、ワンズファクトリー）
- 危険日直撃!! 子作りできるソープランド40 田中ねね（9月8日、Mr.michiru）
- 縁側で眠る姉の無意識なマンチラに我慢できず… ひと夏中ショートパンツの隙間から僕の童貞チ○ポをこっそり入れ続けていたら入れただけでイく僕専用マ○コになりました 田中ねね（9月8日、電脳ラスプーチン）
- 隣の変態大家におっぱいを揉まれ毎日犯されてます 田中ねね（9月13日、unfinished）
- 豊満な肉体の若妻を盗撮 昏睡レイプ 強制ハメ撮りで中出し（9月20日、カルマ）
- 初めての剃毛 敏感になったパイパンま○こ むっちりHカップねねちゃん（9月22日、hawai）
- 即ヤリ専門! 入室5秒で悩める絶倫M男君をビンビンにさせる派遣お姉さん 田中ねね 22歳（10月6日、DANDY）
- おバカな女子短大の学園祭は超エッチ! 巨乳小悪魔ヤリマン女子が集うイベサー主催のメンズエステがとにかくノリノリでエロ過ぎ!（10月11日、Hunter）
- オナサポ!! 女子○生 着衣で全裸で挑発的ダンス 3（10月11日、かぐや姫Pt/妄想族）
- メンズプッシャ～ 巨乳嫐り 田中ねね（10月18日、ドグマ）
- おしかけ! 爆乳ギャルハーレム性活 乙アリス 有岡みう 菊池まや 田中ねね（10月18日、E-BODY）
- ぶっかけ爆乳デカ尻秘書は乳首ビンビンにして社員を誘惑する変態ドスケベ痴女 田中ねね（11月1日、WEEKENDER）
- いちゃラブ宅飲み濃厚べろちゅう密着せっくちゅ 田中ねねが彼女になった日（11月1日、桃太郎映像出版）
- 完全主観 感度抜群! 乳首をビンビンに立たせた淫乱オンナの絶品おっぱい（11月8日、BAZOOKA）
- 素人娘の全裸大図鑑8 5時間31人増刊号 今時の女の子が恥じらいながら脱衣していくヘアヌードコレクション（11月8日、かぐや姫Pt/妄想族）
- パイラマ 喉奥と巨乳でイキ狂い 田中ねね（12月20日、ドグマ）
- 乳首開発痴漢 3（12月22日、ナチュラルハイ）
- 暗がり主観映像でヌキやすい! 都合の良い部下をフェラ専用ペットとして暗がりに連れ込んでクチマ○コに射精しています。（12月22日、DANDY）
- もちぷるオッパイで男をイカせまくる全裸バニーのパイズリ泡々ソープランド 小花のん 田中ねね 美園和花（12月27日、Million）[18]
- 「ごめん痛かった? じゃあ、おっぱいで洗ってあげるね」 義姉のスポンジ代わりの泡巨乳がボクの身も心もチ○ポも優しく柔らかく包み込んでくれる!（12月27日、Hunter）

- 孕ませレ×プゲーム パワハラ上司の巨乳奥さんを「先に孕ませたら勝ち」子宮ぶっかけ嬲りで精子逆流アクメ 田中ねね（1月17日、MOODYZ）
- 絶叫潮吹きパイスプラッシュ 田中ねね（1月17日、ドグマ）
- Extreme（過激な）オナニスト! 16 田中ねね ～9オナニー205分（2月14日、セレブの友）
- 野外緊縛 野外で晒される巨乳女 Hカップ社長令嬢ねね 田中ねね（2月23日、AEGEAN）
- 【個撮】どこでもフェラ 10  11人（3月14日、かぐや姫Pt/妄想族）
- スペンス乳腺開発クリニック 田中ねね（3月21日、OPPAI）
- 満たされて目覚める朝に、地味な朝食を 田中ねね（3月21日、E-BODY）
- 弟の性欲処理は、姉がするものだと お義姉ちゃんは思っている。（3月21日、MOODYZ）
- M男イジリは2人で責めれば恐くない!? 草食男子を逆ナンパしてM男責めチャレンジしてみませんか? 仲良し女子大生ペアが淫語責めで焦らして乳首舐め手コキ脚コキしたら完全にエロスイッチONして初めてのW痴女で覚醒!?（3月21日、はじめ企画）
- MGC ACT.2 MAX GIRLS COLLECTION 2023（4月4日、MAX-A）
- デカチンの客だと過激な裏オプでその気にさせて本番を誘う中出しサービス人妻メンズエステの実態（4月4日、変態紳士倶楽部）
- 謹慎中で性欲を持て余した男を誘惑する爆乳妻 何回イっても果てない… 真夏の絶倫汗ダク性交 田中ねね（4月18日、溜池ゴロー）
- 女上司4人の湿ったパンストとアナルの匂いをかがされギン勃起してしまい、 ブラック企業の社畜としてセクハラ密着フォーメーションで中出し残業させられています。 弥生みづき 小花のん 田中ねね 百永さりな（4月18日、MOODYZ）
- ヤリマンワゴンが行く!! ハプニング ア ゴーゴー!! 田中ねねとリズの珍道中 国宝的Gカップ神乳爆震360度回転!! 入れ食い逆ナンカーセックス（5月2日、桃太郎映像出版）
- 奥様はHカップコスプレイヤー 田中ねね（5月9日、ボニータ/妄想族）
- 街角検証ナンパ 都市伝説 巨乳編 Episode2 feat.FALENOTUBE（5月25日、FALENO TUBE）
- シロウト観察 モニタリング ～ムチプリH乳田中ねねがシロウト相手にFREEセクロス!～ 禁断の裏オプ交渉エステ店編 & ファン喰い上等DVDショップ店編（6月6日、桃太郎映像出版）
- 隣人の心優しいデカパイ看護師に病人のフリして性処理をお願いしたらヨダレだらだら巨乳パイズリ挟射で何度もヌイてくれた 田中ねね（7月4日、LUNATICS）
- 【4K撮影】Icup乳首開発ポルチオ超え乳首アクメ 田中ねね（7月6日、Materiall）
- びんびん乳首W巨乳混浴温泉（7月14日、ま○こ銀行）
- おしかけ! 爆乳ギャルハーレム性活2 田中ねね 乙アリス 菊池まや 有岡みう（7月18日、E-BODY）
- 淫絶股縄調教 02 割れ目に食い込む麻縄（8月1日、バミューダ）
- 巨乳デリヘル Hカップ 田中ねね（8月22日、ゲインコーポレーション）
- 金粉爆乳汚嬢様 田中ねね（9月1日、バミューダ）
- おケツでご奉仕! デカ尻Wメイド! 息ができない小悪魔マウント顔騎ハーレム 鬼塚もなみ 田中ねね（9月5日、MOODYZ）
- お触りNGの派遣マッサージ師を呼んで施術中にバカなフリしてしつこくタッチし続けていると感じてきたのでデカチン見せつけハメるおかわり中出しOK出張人妻（9月5日、変態紳士倶楽部）
- 発育の良過ぎるメスガキをデカチンでわからせてみた 01（9月12日、宇宙企画）
- 素人ネムラセ!! 何しても起きない酩酊状態の素人を思うがままにハメまくる!! 1（9月15日、DOC）
- W巨乳ナースと13射精パイズリ1泊2日ハーレム検査入院 白花のん 田中ねね（9月19日、OPPAI）
- 人妻緊縛露出調教! 公然ワイセツ交尾（10月1日、九龍）
- 鬼イカセ 田中ねね（10月10日、REAL）
- 「そんなにおっぱいが好きなら懲りるまで私が無限に挟む!」 借金しておっパブ通いするボクに義姉が激怒! 追撃睨まれパイズリ挟射 田中ねね（10月17日、OPPAI）
- オキニの爆乳カノジョに二股バレて… 奪い合い豊満ボディプレスとジェラシー淫語で中出しさせられた僕。 田中ねね 吉根ゆりあ（10月17日、MOODYZ）
- デカ尻人妻限定! ケツ肉プルプル! 1cmハメ空気イス我慢ゲーム大会! 旦那よりはるかに大きいデカチンの先っぽをご無沙汰マ○コにあてがったまま我慢できたら100万円! 失敗したらそのまま激ピス中出し罰ゲーム!（10月17日、はじめ企画）
- まるっと! 田中ねね（11月5日、プラネットプラス）※単体ベスト
- じんかくそうさ洗脳催眠 厳選された即戦力は社会悪! ヘッドハンティングされた経理女子社員を洗脳採用してやった編 田中ねね（11月7日、山と空/妄想族）
- 義姉妹レズビアン ～お姉ちゃんのHカップ巨乳を舐めたくて…～ 横宮七海 田中ねね（11月7日、U&K）
- ロリ乳牧場モノガタリ 秘密の牧場と種付け繁殖される奴隷少女たち 田中ねね 乙アリス 沙月恵奈（11月9日、SODクリエイト）
- 噂のアイドル女子校生はムッチムチ肉感爆乳でおじさんを誘惑する小悪魔痴女 田中ねね（11月14日、デジタルアーク）
- 母の親友 田中ねね（11月14日、VENUS）
- 巨乳はいいけどパワハラが凄い先生に思考BUGシールを使い徹底パイズリ! ●●紋章ばぐしーる（12月1日、ゲッツ!!）
- 剃毛遊戯 03 陰毛を剃って割れ目を暴く!（12月1日、バミューダ）
- 極上おっぱい超密着 中出しOK発射無制限 爆乳ハーレム風俗ランド 田中ねね 姫咲はな 美園和花 吉根ゆりあ（12月5日、MOODYZ）
- まさに国宝! 神乳 × 神尻の二刀流! 田中ねねSUPER BEST（12月5日、桃太郎映像出版）※単体ベスト
- 産婦人科痴漢乳がん触診編 17人（12月7日、LEO）
- 原作:黒巣ガタリ かのまましんどろーむ 娘の彼氏をこっそり寝取り!! 大人気同人サークル「DOLLPLAY」が描く彼女の母の肉感ボディが魅せる妖艶な痴態をマドンナで忠実実写化!! 田中ねね（12月12日、マドンナ）
- 子作りに乗り気じゃない夫のせいで欲求不満の巨乳妻は誰にでも中出しさせる町内会専用肉便器巨乳妻 田中ねね（12月19日、グローリークエスト）
- 超爆乳の義理姉は人気NO.1おっパブ嬢!? 店友と一緒に絶倫チ●ポの僕を裏オプの練習台にして追撃パイズリ挟射! 田中ねね 吉根ゆりあ（12月19日、MOODYZ）
- 露出マゾ 爆乳豊満W肉便器野外調教 吉根ゆりあ 田中ねね（12月26日、AVS collector’s）

- 巨乳ガチャ媚薬漬けレ×プ 生意気な巨乳女を眠らせて拉致監禁して媚薬注入したらガンギマっていいなり薬恋堕ち（1月2日、山と空/妄想族）
- 池袋発 ヌキ無しお触りNG! スク水メンズエステの健全店メンエス嬢が絶倫中出し裏オプションまでしてしまう一部始終を隠し撮り 2（1月2日、変態紳士倶楽部）
- カメラを止めないノンストップ! 「田中ねね」を焦らしに焦らして感度爆発させた120分!（1月9日、セレブの友）
- キメパイ 田中ねね（1月23日、ドグマ）
- 爆乳痴女こそ最高です。 ビッチとハメまくる下品な生活はじまりました 原作 はちみつホライズン 売上5.5万部 実写化（1月23日、MOODYZ）
- 美乳人妻限定! 乳首こねくり我慢ゲーム大会 ノーブラ透け乳首をず～っとコリコリされ感度が爆上がりした人妻はデカチンを見せつけられて中出しも拒めないのか!? 3（1月23日、はじめ企画）
- 羞恥! 彼氏連れ素人娘をマシンバイブでこっそり攻めまくれ! 24  素人 VS マシンバイブ 激安居酒屋にマジックミラー特設スタジオを設置 ハッピーメリーマシンバイブ! クリも子宮もまとめて絶頂させる激ピス波動エグち!（1月25日、サディスティックヴィレッジ）
- 中年男の性欲ドキュメンタル 豊満肉欲ボディ妻とオヤジの汗だく性交 一日中ヤラれっぱなしの爆乳尻奥様 田中ねね（1月30日、熟女はつらいよ/熟女卍）
- 乳首びんびんドスケベ介護士 ムチムチでか乳輪の変態唾液たっぷりごっくん痴女（1月30日、かつお物産/妄想族）
- 湯船の中で乳首が勃起するまでイジられ続け拒めずレズイキさせられた美乳娘 2（2月8日、ナチュラルハイ）
- 僕のドS願望をすべてブチまけさせてくれる最高のマゾメスパート妻ねねさん（28歳・Iカップ）性玩具扱いを自ら求め快楽に堕ちていく地味巨乳性奴 田中ねね（2月13日、アリスJAPAN）
- 爆乳天国 気持ち良すぎるパイズリが大好評 本指名No.1獲得! むちむちリラクゼーション（2月13日、ブラックドッグ/妄想族）
- 首絞め緊縛 全身を貫く苦痛がやがて快楽に変わる…（3月7日、バミューダ）
- 原液J●制服美少女ストーキング睡眠カン中出し（2月15日、ロータス）
- 浮気現場やオナニーを覗かれて 大嫌いなセクハラ義父に死ぬほどイカされる豊満乳尻嫁 欲求不満の肉体が反応して我慢できず絶頂 田中ねね（2月20日、カルマ）
- 「えっ… 2人呼んでもこの金額…!?」 激安BBAデリヘル3Pコースで金玉スッカラカンになるまで痴女られ続けた僕 田中ねね 吉根ゆりあ（2月20日、溜池ゴロー）
- 営業にきた生保レディがまさかのノーブラノーパン!? 断るつもり120%だったのにガチガチになってしまった童貞チ〇ポは我慢できずに終身保険契約中出しSEX!!（2月27日、SCOOP）
- 僕の彼女を寝取ってください ねね24歳（3月5日、パコパコ団とゆかいな仲間たち/妄想族）
- 混浴温泉で母親の巨乳ママ友二人に挟まれておもちゃにされた僕 VOL.4（3月7日、DANDY）
- 首絞め緊縛 全身を貫く苦痛がやがて快楽に変わる…（3月7日、バミューダ）
- 玄関開けたら即おっぱい! パイズリと授乳手コキで帰宅直後のリーマンチ○ポを癒しヌくデリバリーGcup逆メイド 田中ねね（3月19日、OPPAI）
- Red Dragon 田中ねね（4月9日、ゴールド/妄想族）
- 【完全主観】格安シェアハウスは訳アリ物件 シェアメイトは全員裸族×オナニー狂の淫乱爆乳3人!! 抜かれまくりの共同性活 田中ねね 水原みその 吉根ゆりあ（4月9日、Million）
- 突然オンナに別れを告げられ家を追い出される事に… ムカついたので不法侵入・盗撮・睡姦・尾行・強姦・輪姦 鬼畜集団レ×プで徹底的に復讐する（4月23日、グローリークエスト）
- 宝クジに当選した僕は爆乳おっぱい風俗嬢オトナ買い 24時間貸し切りお泊り中出しデートふわトロ乳が360度挟み込むパイ包みご奉仕で21発ぶっこ抜かれハーレム 夕美しおん 吉根ゆりあ 姫咲はな 田中ねね（4月23日、痴女ヘブン）
- オナニーするのに実用的! エグい体位でパコられてるヌルヌルま○こをドアップでタップリ味わえるエロビ Ver.3（4月23日、アロマ企画）
- 「おちんちん大きくさせてごめんね」子供だから大丈夫だろうと女湯に一緒に入った甥っ子がおっぱいだらけの状況にフル勃起! 慌てた叔母さんがこっそり抜いてくれました（4月25日、DANDY）
- 誘惑ご奉仕ドスケベメイドは発情マゾ痴女ビッチ ご主人様専属ムッチリ肉感スケベ乳輪爆乳小悪魔痴女 田中ねね（5月7日、デジタルアーク）
- 絶対にイカせる神技解説 おっぱいマイスターの魅せる凄テク パイズリHowTo挟射委員会 田中ねね 吉根ゆりあ 宝田もなみ（5月7日、MOODYZ）
- 陽キャだけど（金欠な）女子大生とヤリ放題! 学生街にある実家をリノベして女性限定のシェアハウスのオーナーになったボクは家賃の滞納を許す代わりに無制限中出しSEXをマンキツ（5月9日、SODクリエイト）
- お触りヌキ無し 新敏感型メンズエステ 淫乱ギャルママメンエス嬢の凄テクNTR連続中出し 裏メニューを隠し撮り 3（5月15日、ロータス）
- 神乳お姉さん 黒人の極太チンポに子宮の奥まで突かれてヒーヒーイキ狂い Hカップねねちゃん (24)（5月23日、hawaii）
- 居酒屋の個室で寝落ちする泥○美女に介抱するフリしてこっそりナマ挿入しまくった絶倫アルバイトのボク（5月23日、SODクリエイト）
- フィストファック解禁! ～女監督に撮影中ダメ出しされて『初フィスト』までされちゃいました～ 田中ねね（5月28日、セレブの友）
- 私たち恋人になりました 照れて感じて目が合って… 素顔の初エッチ。キスするたびに好きになる二人きりプライベート旅行 吉根ゆりあ 田中ねね（6月6日、凸凹はぁと）[19]
- 頑なに乳首を隠す巨乳女子の両手が感じてノーガードになるまでオイル揉みしまくれ!（6月6日、ナチュラルハイ）
- 巨乳大好きM男クンのお宅へデカパイ突撃ビッ痴! 凄パイズリを5分我慢できたらナマ中出しFUCK! 金玉汁ぜんぶヌキまくる13発スペシャル 田中ねね（6月18日、OPPAI）
- 美女子弄び個撮ハメ撮り～オヤジに完全服従セックス!! ねねさん Iカップ（6月22日、CHCスタジオ）
- 恥辱、陵辱、とびっこ装着・繁華街デート! 19 田中ねね（6月25日、セレブの友）
- 連撃パイズリ! むっちりW爆乳痴女のムチムチサンドイッチ逆3Pハーレム! 華澄結愛 田中ねね（7月2日、グローリークエスト）
- 竿を喉奥に咥え込みながら顔動かさずに舌で亀頭かき混ぜ続けるフェラチオ 3（7月9日、アロマ企画）
- 顔面騎乗オナニーでイキまくる14人の女優たち（7月9日、セレブの友）
- 尻地獄 level2 田中ねね（7月11日、Mr.michiru）
- ひとり旅中の温泉女子が乱交OKの混浴温泉に入ってしまい痴漢ワニに待ち伏せされ恥辱の中出し快楽にヨガリ狂う…（7月16日、山と空/妄想族）
- 後輩いびってレジ金ぱくる性悪巨乳女がウゼーから、今から雑巾くらいズタボロにぶっ壊れるまでレ●プし続けます!! 田中ねね（7月23日、ダスッ!）
- 男の罠にハメられる女 ～3つの性事情～ 田中ねね（7月23日、セレブの友）
- 行列の出来るオイル手こき専門店 2 Melty Hands ～おっぱい揉み放題オプション（7月23日、アロマ企画）
- 大き過ぎて飛び出しちゃう♪ パツパツスーツの爆乳奥様と楽しむ着衣性交セクハラソープ 田中ねね（8月6日、下半身タイガース/妄想族）
- 実家に帰省したら義姉がSNSにデカ乳さらして小遣い稼ぐ引きこもり裏垢ニート女子に…。過激撮影を覗いたボク（義弟）の勃起チ○ポに発情し逆レ×プ中出しされまくった… 田中ねね（8月20日、OPPAI）
- おっぱい道 田中ねね（8月22日、WildOne）
- 事務的な子作りSEXに飽き飽きしてる妊活中の巨乳妻と本能剥き出しの中出しSEX 性獣妻ねねさん 26歳（8月22日、コスモス映像）
- 隣に住む地味巨乳女が有名裏垢女子だったので配信中に襲って乳首開発してやった 田中ねね（9月12日、電脳ラスプーチン）
- ノースリーブの巨乳に顔埋めながらべろんべろんに乳首舐められ続ける。（9月24日、アロマ企画）
- 女体フェチ図鑑 7 完全全裸60人（9月24日、グローリークエスト）
- 顧客満足度NO.1! 超予約困難な爆乳搾精メンズエステ 田中ねね（10月5日、プラネットプラス/七狗留）
- 素股プレイでハプニング!! 姉がセックスの伝授中にガマン出来ずにヌルンと挿入!! 5（10月10日、LEO）
- 欲求不満のドスケベ奥様がチ〇ポを喰い尽くす 性欲モンスター豊満ボディ淫乱マゾ妻 痴女 & マゾの性癖を持つ変態嫁 田中ねね（10月22日、熟女はつらいよ/熟女卍）
- 免許合宿で痴女ギャル集団とまさかの…相部屋 令和最強黒ギャル・白ギャル・ラテギャル全員集合!! 無限PtoM中出しリレー犯されパーティーされた僕 性欲解消のオモチャに20発越えのぶっ壊れ限界射精NIGHT AIKA 田中ねね 椿りか 瀬那ルミナ 逢見リカ 鳳カレン 春陽モカ 有村のぞみ（11月5日、MOODYZ）
- Romantic album page2（11月7日、SILK LABO）※女性向け作品、配信作品『明るいままで 千歳小梅 田中ねね』を収録。
- 巨乳特化パイズる! 田中ねね（11月19日、ドグマ）
- 童貞禁止法 国のルールで強制子作り ～実写版～ 原作:魂童夢 売上3万部 拘束痴女作（11月19日、MOODYZ）
- 巨乳人妻限定! 極小水着DE固定バイブ羞恥クレーンゲーム! 目前の100万円を制限時間以内に取れなければ即ズボ中出し罰ゲーム!（11月19日、はじめ企画）
- デカパイ不倫 貧乳な妻を持つ僕は爆乳ママ友に誘惑されケダモノのように夢中で腰を振ってしまった 田中ねね（11月26日、Million）
- 深夜のフライト爆乳デカ尻キャビンアテンダント跨りハーレム中出し旅行 美園和花 田中ねね 有岡みう（11月26日、本中）
- ヤレる人妻回春マッサージ 37 中出し交渉盗撮（12月3日、変態紳士倶楽部）
- 家庭教師は爆乳Iカップ! 我慢できなくて1日限定でママになってもらいました!! 田中ねね（12月5日、プラネットプラス/七狗留）[20]
- 巨乳シ○ブ漬け緊縛肉奴隷 田中ねね（12月17日、グローリークエスト）
- 社長の絶倫マラをお世話するフェラ専秘書 唾液まみれのチンしゃぶで濃ゆ～い精子を出し尽くす秘密の口淫性交（12月24日、BAZOOKA）
- ヤバイほど極限まで乱れ狂った「アヘ顔絶頂」オナニー Vol.2（12月24日、セレブの友）

- 縛乳スレイブ 田中ねね（1月21日、ドグマ）
- 田中ねね まるごと完全収録8時間48分BEST（1月28日、セレブの友）※単体ベスト
- 媚薬を飲まされメガ失禁アクメで大量噴射する肉満ジョガー女 田中ねね（2月11日、AVS collector’s）
- 同人系爆乳サークル コスプレ輪交OFF会 NENE I-cup 100cm 田中ねね（2月25日、クリスタル映像）
- まるまる! 田中ねね（2月25日、なでしこ）※単体ベスト
- 切り裂き! 犯される美女4人（2月25日、ブラックドッグ/妄想族）
- ヤリサー主催 超密着メンズエステ ヤリマン女子短大の学園祭は超過激! ヤリサー所属の女子達がメンズエステに殿方を捕まえてはドスケベに喰いまくる!（3月20日、オフサイド）
- 長生きしたいならエッチであれ!! 「アタシたちのスケベパンティ見て、一緒にイキませんか?」 ～赤パンツ愛好家16人と、精の巡りが良くなるオトナのエロ体操第一～（3月22日、ビッグモーカル）
- 田中ねね BEST Vol.1（3月25日、グローリークエスト）※単体ベスト
- 旦那の上司の昇進祝賀会でヤラれ放題 NTR肉感ボディ妻ホームパーティー 酔った爆乳尻嫁が乱れまくってイキまくり 田中ねね（4月15日、カルマ）
- マゾ乳中出し Iカップ 田中ねね（4月15日、ゲインコーポレーション）
- ゴム手袋図鑑 04 ・フェラ・手コキ・素人女子10名（5月4日、ワープエンタテインメント）
- 爆乳揺らしてアへ顔オホ声でイキまくる下品SEX 田中ねね（5月6日、MAX-A）
- 肉欲に溺れて中出しし放題の豊満ドスケベ人妻ばかりが在籍する爆乳不倫クラブ 田中ねね ちなみん 姫咲はな（5月13日、Million）
- ガテン系巨乳女子のパワフルピストン騎乗位で職場の男たちを喰い散らかし! 萎えても追撃フェラで自分が満足するまで何度も勃起させてヤリまくって中出しさせまくり!!（5月22日、オフサイド）
- シコサポ!! 爆乳エステティシャン田中ねねの焦らしと淫語が秀逸な射精管理オイルマッサージ（6月3日、MAX-A）
- 女体フェチ図鑑 8 完全全裸60人（6月24日、グローリークエスト）
- 超むっちりW爆乳 × エロ脚 × ムッ尻ミニスカJ系 フェロモンむんむんデカ尻女子×2ケダモノ淫交パコログ 田中ねね 白雪美月（7月1日、MOODYZ）
- キメセク妻 豊〇区に住む巨乳媚薬売人女が女刑務所収監前に旦那・仲間とめちゃくちゃガンギマリ中出し（7月22日、本中）※「ねね」名義
- マジックミラーパネル キメセクNTR鑑賞with旦那 媚薬でエロス覚醒… チ〇ポ完堕ち人妻マ〇コ 旦那の前で容赦なく中出し! 潮吹きアクメが止まらなくなってしまった奥様3人収録（8月23日、ビッグモーカル）
- 借金返済の為に… 肉便器に堕ちた豊満ギャル妻 AVに出演させられてヤラれまくる 田中ねね（8月26日、熟女はつらいよ/熟女卍）

### アダルトVR
- 「私もう子供じゃないよ!」 「お願い!私のおっぱい揉んでみて!」 2つ下の幼馴染が、子ども扱いするボクにHなお願いをしてきた! まだまだ子供だと思っていた2つ下の幼馴染が、いつの間にかすっかり年頃の女の子になっていてビックリ!しかもGカップの超巨乳に成長していた!ある日の夜、いつものようにベランダからボクの部屋に侵入してきたと思ったら「ママと喧嘩したから泊めて!」と言うので、仕方なく一緒に寝ようとしていたけど、大人の女に成長していた幼馴染を横に全然眠れないボク…。しかも腕枕して寝てあげていたら突然…「お兄ちゃんだったらHしてあげてもいいよ!」と言ってきたけど、子供扱いして断ったら「ね〜!私もう子供じゃないよ!おっぱい触ってみて!」と胸を触らせてきた!!そんな事されたら当然、我慢できずにHしまくり!!何度も中出しまでしちゃいました!（4月6日、ジャックポットシステム）※「ゆき」名義
- 誰とエッチできるかわからない!ドキドキの修学旅行の夜!! 果たして誰が布団に入ってくるのか? クラスに男はボク1人の修学旅行の夜。女子部屋で一緒に盛り上がっていたら見回りの先生がやって来た!ピンチ!!と思い慌てて布団に隠れたら同じ布団にもう1人…クラスの女子が慌てて隠れて来て、狭い布団にふたりきりで急接近!先生がいなくなるまで布団に隠れていたら、彼女の吐息や心臓の音が…そして彼女がボクをじっと見つめて来て恥ずかしそうに「なんかドキドキするね」と!そして唇もすごく近い!!段々と変な感じになってきて徐々に近づいてくるクラスメイトの女子…。そしてお互い我慢できなくなり唇と唇を重ねて… TYPE-A/B/C/D（4月14日、お夜食カンパニー）
- 最高の愛人といいなり温泉不倫旅行（4月16日、SODクリエイト）
- 思い切って勝手にAV化! 超イケメンの友達が既にホロ酔いの地味巨乳女子大生を連れてきて宅飲み!初めは乗り気でなかった地味巨乳女子大生をイケメンの友達が言葉巧みに口説き王様ゲームへ誘導!王様ゲームマジックなのか?それともお酒が回ったからなのか?地味巨乳女子大生たちもノリノリになり予想以上にエッチな展開に!!かなり過激でおこぼれでいい思いができた件（6月1日、お夜食カンパニー）
- 開始0秒で即エッチ! 最初から最後まで6人のお姉さんとエッチしまくり!!超エロいヤリマン巨乳お姉さんだらけのシェアハウスに入居したら、男はボク1人で24時間365日勃起しっ放しでエロい事しまくり!とにかくエロいお姉さんだらけでチ○ポの休まる時間がありませんでした!!（6月16日、Hunter）※「なな」名義
- AV女優・田中ねね、彼氏バレ危機一髪! ごまかしご奉仕ラブラブSEXで仲直り（6月24日、ちんちんVR）
- 超Sランク嬢の出張変態ヘルス 〜コスプレ性感マッサージコース〜（7月3日、CASANOVA）
- 私の性感帯を教えて下さい。（7月22日、KMPVR）※「ねね」名義
- 巨乳秘密サークル（7月22日、unfinished）
- 露出AVの撮影隊と遭遇VR 昼休み中の公園で女監督さんに誘われて…その場でAV出演!いやらしい田中ねねちゃんに圧倒されて青姦してしまった僕（8月14日、ナチュラルハイ）
- 超人気Gカップ美爆乳風俗嬢 【発射無制限】 汚いチ○ポを即尺しアワアワまみれのパイズリ挟射! 【コンドームNG】 生中出し子作り孕ませOK 超高級極上ソープランド（8月14日、こあらVR）
- 無防備ノーブラGカップで家主ギン勃ちさせちゃう巨乳ポロリ家事代行バイトVR（9月4日、E-BODY）
- 巨乳女体化VR（9月17日、KMPVR）
- 姉が童貞チ●ポを刺激する。ボクがいるのに部屋に入った瞬間突然全裸!!童貞のボクが可哀想になったのか「童貞奪ってあげよっか?」とまさかの衝撃発言。 気持ち良すぎて暴発してしまったボクは性欲覚醒!! 「中出しやめて!」と嫌がっても我慢できず覚醒チ●ポで何度も中出しを繰り返すのであった…。（9月17日、こあらVR）
- 貧乏爆乳人妻 借金返済期限を守れないダメ女 代償はその卑猥な体で…（9月19日、ブイワンVR）
- 「おっぱいとお尻、どっちが好きなのぉ?」新歓コンパで潰されお持ち帰りされた僕は… 痴女お姉さんの密着サンドイッチ逆3Pで暴発した直後も【追撃パイズリ】と【杭打ちピストン】のテレコ攻撃でチ●コ不能になるまで連続射精させられた忘れられない一夜（10月1日、kawaii*）
- 中出し成功率100%のパパ活神アプリ 速攻美少女に出会えて生ハメ!生中出しSEX!（10月1日、ROOKIE）
- 「おっぱい触ってみる?」 キャンプ場で知らないお姉さんに誘われて…。（10月6日、RADICAL-KMPVR-）
- 発射無制限! 本番アリ生中出しOK風俗マンション! Gcup美巨乳の金髪S級風俗嬢に【ピンサロ】【マットヘルス】【チャイナメンズエステ】で金玉カラッカラの限界射精5発射 パラダイス極上風俗!（10月16日、こあらVR）
- シミパン観察VR（10月19日、KMPVR）
- ぼくのHな思い出。親戚のお姉さんにふざけて電気あんまし続けたら、痙攣しながらお漏らしした。（10月26日、SODクリエイト）
- 僕に唾液をたらしてエッチなこと沢山してください!（10月28日、ROOKIE）
- お隣の爆乳人妻はド痴女 胸チラパンチラちらつかせ 乱れた姿で誘惑してくる!（11月2日、TEPPAN）
- 「我はランプの性じゃ!」 黄金に輝くランプに精子がかかってしまい…出てきたのはランプの魔人!!願いを3つまで叶えてくれると言うので【パイズリ挟射】【生ハメSEX】【顔射】まで出来ちゃった夢のようなお話（11月3日、こあらVR）
- 快楽絶頂するまでパンツ上オナニーVR（11月11日、KMPVR）
- SNSで見つけた神待ち爆乳サセ子と酔って即ハメ 個室居酒屋でバレないようにナマ姦性交（11月13日、ワープエンタテインメント）
- 痴漢師グループに囲まれた美巨乳OL 嫌がりながらもGカップを揉みしだかれ強制中出し（11月19日、SODクリエイト）
- 天井特化アングルVR ～田中ねねには勝てん～（12月11日、KMPVR）※ 本作品を収録したアウトビジョンVRスコープ専用ソフト『KMPVR 天井特化アングルVR 田中ねね 倉多まお 松本菜奈実』(OVVR-066）が2021年7月15日に発売された。
- かわいい後輩がほろ酔い小悪魔に豹変!! チ○ポに何度もしゃぶりついて止まらない孕ませ性行為（12月17日、KMPVR）※本作品を収録したアウトビジョンVRスコープ専用ソフト『bibi 売れ筋タイトルまるまる収録豪華4本立て!! 飛鳥りん 松本いちか 田中ねね 黒川さりな』(OVVR-069）が2021年7月15日に発売された。

- 卑猥な体に汗と体液が馴染む最高に下劣で濃厚な不倫セックス体験談（1月16日、AverVR）
- 僕んちの温泉宿に巨乳AV女優の田中ねねと彼女の爆乳友達4人がご宿泊!? 大ファンの僕は我慢できずに入浴中の裸を覗いていたらバレてしまい… 5人のボイン女子大生とまさかの連続生中出しSP（1月18日、DANDY）
- 天井特化アングルVR 絶頂リラクゼーションASMR ～淫音と淫語で快楽射精!!～（1月22日、KMPVR）
- 身体の隅々まで…じっくり浸透する欲望体液。大嫌いな上司のち○ぽを夢中で求め続けた絶対に誰にも言えない夜。（1月27日、KMPVR-bibi-）
- 巨乳一家の連れ子になった僕の風呂から始まるハーレム生活（2月22日、TMA）
- 卑猥な身体を魅せつけながら痴女が唾液を垂らす（2月22日、KMPVR）
- スノボ合宿中に暖房が故障! 2人の巨乳先輩たちと体を温め合ううちにパイズリおしくらまんじゅう状態! ぬくぬく暖取り逆3PVR（3月2日、OPPAI）
- 【新基準】ほぼノーカット! 史上最高の密着サンドイッチ感! 【追撃パイズリ】と【デカ尻ピストン】のテレコ攻撃でチ●コ不能になるまで連続射精してくる僕専属Wナース（3月8日、kawaii*）
- 食い込んだ競泳水着で顔騎されるVR（3月16日、KMPVR）
- 角オナで感じる表情を見続けるVR（3月22日、KMPVR）
- 全編天井特化アングル ～人気女優が貴方のオナニーを手伝ってあげる～（4月2日、KMPVR）
- 人妻不倫旅情 ～夫に内緒で2人きり求め合う濃厚性交～（4月22日、TMA）
- 新しく始めたバイト先の古着屋にいた爆乳ぶっ壊れビッチ先輩（6月11日、CASANOVA）
- 熱を出し、胸が汗でヌルテカになってしまった爆乳姉ちゃんを看病するVR（6月25日、CASANOVA）

- 誰の声も届かない廃墟でGcupオッパイ蹂躙されるザーメン絞り監獄 田中ねね（4月12日、KMPVR-bibi-）
- お見合い当日からパイズリをする積極的爆乳婚活女子のおっぱいフルコース 田中ねね（5月31日、SPICY VR）
- 魅惑のボインボディ 田中ねね COMPLETE BEST（7月2日、KMPVR）※単体ベスト
- 男を狂わす最高の淫乱セフレ 田中ねね（8月31日、Scream! VR）
- 普段から下ネタ言ってくる職場のムチムチ先輩女子が酔ったらふざけてチンコさわってくるわ ノーブラおっぱい見せつけてくるわのお下劣誘惑で勃起させられ耳元囁きゲス淫語と極上のふわトロGcupで何度も抜かれまくった 田中ねね（8月31日、アリスJAPAN）
- 手の平以外でシコられた事はありますか? パーツコキVR（8月31日、KMPVR）
- 爆乳Hcup肉感痴女の小悪魔搾精プレイと甘々全肯定イカセプレイで情けないカオで無限発射させられる 早漏大好きナマ中出し痴女風俗 田中ねね（9月7日、MONDELDE VR）
- 催眠銭湯 女湯に忍び込み片っ端からマインドコントロール中出し洗脳 完全肉便器ハーレム 小花のん 三尾めぐ 田中ねね 夏川うみ（10月7日、ナチュラルハイ）
- Hcap! 色白巨乳の淫乱妻に毎日オッパイを押し付けられ 絶倫ドスケベな腰使いで足腰立たなくなるほど連続中出しさせられる (悪?) 夢のような結婚性活 田中ねね（10月12日、P-BOX VR）
- VRでも危険日直撃!! 子作りできるソープランドVR 田中ねね（10月23日、Mr.michiru）
- 愛しの巨乳家庭教師を眠らせて犯したい! 田中ねね（11月4日、VR総研9課）
- 美乳! 爆乳! 揉み倒し! オイルだくだくヌル透けテカテカパイ揉みイカセVR（11月16日、MONDELDE VR）
- パンティと美脚とお尻を眺め続けるVR（11月29日、Scream! VR）
- 1泊2日の間Gcupおっぱいで男性客のザーメンを抜きまくる強性パイズリ旅館 田中ねね（12月21日、KMPVR）

- 美女8人のケツ穴くぱぁ～を近距離ガン見VR（1月18日、P-BOX VR）
- オナニーしながら全身リップVR（3月29日、KMPVR）
- 爆乳パラサイト 豊満ボディの居候から攻撃的おっぱい淫行 田中ねね（3月31日、KMPVR）
- 耳トランス 肉感Gカップ美女の密着プレイ隠語とクチュ音たっぷりで耳から脳まで犯されるトリップVR 田中ねね（5月24日、P-BOX VR）
- 【超肉感特化】シン・変態ママが毎朝『いいこいいこ』で可愛がってくれるのは成長期の息子!! テカテカ濃厚淫性交VR 田中ねね（5月25日、肉きゅんパラダイスVR）
- 太腿マ○コに挟まれて僕のチンポは馬鹿になった…【腿コキ特化VR】15人完全撮りおろし（6月10日、こあらVR）
- Gcup巨乳レイヤーと密着コスパコ撮影会で連続中出し! ピンク髪双子メイドとの言いなり種付けSEXは優勝です 田中ねね（6月14日、Cosmo Planets VR）
- 犬になったらかわいい女の子に拾われた。（8月10日、SODクリエイト）
- 【爆乳VR】 ギャル系グラビアアイドルが極小水着とスライムHcupおっぱいで妹の彼氏のボクを狙い撃ちSEX 田中ねね（8月25日、ワンズファクトリー）
- BOINWIFE（ボインワイフ） 息子の内申点の為に教師のボクをノーブラ誘惑する爆乳人妻ねねさん 田中ねね（10月19日、KMPVR）
- 爆乳ナースの即パイズリ検診 退院するまで全10発!! 射精（だ）しまくり入淫性活 田中ねね（10月22日、KMPVR）
- モリマン! 食い込み! オナニーガン見VR! ハイレグ美女の食い込みオナニーをこだわりアングルでじっくり観察（11月29日、P-BOX VR）

- GカップからKカップまで! 爆乳限定!! ふわトロぬるテカおっぱいまみれ! 揉みしだきVR（2月7日、MONDELDE VR）
- 【8K超・超高画質VR】本命彼氏とデートの待ち合わせ【66分前…】肉感神乳Hcupの浮気相手と時間ギリギリまでデパートの駐車場で体液ダダ漏らしムチャクチャにハメまくった【エロ過ぎ注意!】【挟射・中出し4発射・顔射】汗だくNTR浮気カーセックス 田中ねね（2月10日、こあらVR）
- 大人の乳吸い クラスにも部活にも居場所がないボクの唯一の味方は水泳部の先生だけなんだ。田中ねね（3月16日、KMPVR-彩-）
- 妖しいフェイスベールの占い師に欲求不満を見透かされ、ベール越しフェラと薄布めくれ上がるほど激しいピストン騎乗位で根こそぎ搾り取られた 田中ねね（3月31日、アリスJAPAN）
- 【8K超・超高画質VR】【お触りNG! エロ行為厳禁】【肉感神乳Hcup】エステ嬢が【媚薬で豹変して早漏覚醒 & 潮吹き絶頂連発!】 オイルだくだくのエロBODYを暴れ揺らしガンギマリマ〇コをイキ散らかすド助平メンエス嬢に【口内射精・中出し3発射】キメパコ中出しSEX 田中ねね（5月1日、こあらVR）
- 極上の快楽へ導く… 濃密おっぱい ぬるぬる爆乳で圧迫され焦らされて［パイ揺れ騎乗位］で何度もイカされたボク 田中ねね（8月2日、KMPVR-彩-）
- シン・ヘルメットカメラ8K! 取材ドキュメント! 東京から777km 伝説の爆乳コンパニオンと生ハメ生中出しできる温泉旅館VR 田中ねね（11月5日、KMPVR）
- 出張中、台風で新幹線が運休で帰れなくなり、地味な巨乳女上司と相部屋一泊 田中ねね（11月19日、KMPVR）

- 上から下から田中ねねのカラダを拝み続ける!! むっちむちヌルテカおっぱいを天井特化で味わう爆乳SPECIAL VR（3月15日、KMPVR-彩-）
- 「AVみたいな展開だと思いました?」 強制相部屋ホテルで1日履き続けたむちむち黒パンストに社会的に終了してしまったボク 田中ねね（3月30日、KMPVR-彩-）
- 弟の精子を搾り取る巨乳痴女姉 VR（7月31日、TMA）
- 深夜に酔っぱらって帰ってきた家族で一番怖い姉が甘えるように爆乳豊満ボディを密着させて僕のカラダで果てまくった 田中ねね（8月3日、KMPVR-彩-）

### アダルト配信
- 【配信専属】SOD新人 AVデビュー ねね(20) T:151 B:95(G) W:60 H:80（3月23日、SODクリエイト）※「ねね」名義
- マジ軟派、初撮。 1471 奇抜なファッションに身を包んだ美少女の洋服を剥いだら凄まじく柔らかいGカップ爆乳がポロリ♪抵抗してたはずなのにアソコには巨大なシミ♪爆乳揺らして連続中イキッ!!（4月7日、ナンパTV）※「ねね」名義
- ノットリミラー号 「女のオーガズムを体験したい」素人さんを憑依させてあげませんか? 心優しき巨乳お姉さんをナンパして素人男性を乗っ取らせました!（4月9日、SODクリエイト）
- ねね（4月9日、Imagine）
- 胸糞NTR乱交スマホ動画 大好きな彼女まきはヤリサーの姫だった!（4月15日、SODクリエイト）
- ゆきね（5月8日、SODナンパ素人）
- ねね（5月22日、これすこ。）
- Tちゃん（5月25日、ぱこじょ◆首都圏女子大生）
- 超絶綺麗なエロおっぱい!パイズリ特価型ふわっふわ天然G乳!乳肉オナホールが勃起チ○ポをシゴキあげ昇天寸前!暴乳×暴尻の最強ダブルコンボ!この女に死角なし!ごっくん&中出し全ての穴で精子を受け止めるザーメンラバーズ娘!!＜エロい娘限定ヤリマン数珠つなぎ!!〜あなたよりエロい女性を紹介してください〜58目＞（6月6日、プレステージプレミアム）※「りんか」名義
- 昔、僕をイジめていた先輩の妹が面接にやってきた（6月12日、ティーチャー）
- やられたらやり返すパイ返しだ!!旦那の浮気現場に遭遇し自暴自棄になった奥様のリベンジSEXいざスタート!!こぼれ落ちそうな程柔らかいぷるぷるのスライム乳で挟み込むパイズリは天下一品!ムッチムチの太ももにスベスベ巨尻も。。優勝!!止まらないガチピストンで乱舞するダイナミックエロボディ!!セックスレスからセックス中毒者へ…嫌なことを全部忘れて快楽に溺れまくりイキまくり!!怒涛の中出し3連発!!（6月29日、プレステージプレミアム）※「ねね」名義
- ねーね（7月2日、おっぱい先生）
- 嫁コンテンツまーけっと♡（7月3日、ティーチャー）※「ねね」名義
- ねねね（7月3日、素人ホイホイZ）
- ねね（7月4日、ビニ本本舗）
- ねね（7月12日、ぱんぴ）
- ななみ（7月12日、Dutch Wife ～清楚系妻との肉欲性交録～）
- ねね （7月18日、五反田マングース）
- ねね 2（7月18日、五反田マングース）
- べりさ（7月20日、素人ホイホイpower）
- ねね 3（7月20日、五反田マングース）
- ねね 4（7月20日、五反田マングース）
- ねねねっ（7月23日、MOON FORCE）
- ねね（7月31日、素人参加バラエティ）
- ムチムチ! ふわふわ! 控えめな性格に不釣り合いな爆乳 & デカ尻J○! 家庭的な女は床上手? 天然マシュマロおっぱいで包容パイズリ! イっても止めない追撃ピストンで肉感ボディが暴れ回る!【ねねちゃん(彼女)とおじさん(彼氏)の特別な一日】（8月2日、しろうとまんまん）
- ななみ 2（8月2日、Dutch Wife ～清楚系妻との肉欲性交録～）
- ねね（8月7日、しろうとまんまん）
- ねね（8月25日、しろうとパックンチョ!!）
- SOD女子社員 フェラチオシンデレラ選手権 予選F組 唾液ダラダラ垂らし過ぎちゃう3名（8月28日、SODクリエイト）※「前田音緒」名義
- 「ママ出ちゃうってば!」 布団の中でのしかかる肉圧デカ尻騎乗位で逃げられず連続中出し（8月31日、ナチュラルハイ）※「ねね」名義
- 音々 Gカップ若妻が真っ昼間から大クセ不倫。欲求不満の神ボディが他人棒でイカされまくる!（9月2日、しろうとまんまん）
- TANAKA（9月4日、俺の素人）
- 【プールナンパ2020】あざといのにエロ可愛い!!口調もお股もユルユルなドスケベ水着のパリピギャル!!水着の下は期待を爆越えGカップのマシュマロボディ!!おっぱいの柔らかさは過去最高レベル!!全体位でえげつないほど揺れまくる迫力満点のG乳&ムチムチデカ尻!!終始お祭り騒ぎのイキっぷりとプリプリのおっぱいで弾けまくってくれました♪（9月5日、プレステージプレミアム）※「ねね」名義
- Hカップ神爆乳の美女妻のご褒美は…イケメンち○こ!?中折れ旦那の半公認の出張ホスト喰いで爆発寸前の欲求&エロ乳房解放の生チン騎乗位でプルプル美巨尻打ちつけ同時昇天の濃厚中出し!!あざっすww!!/ラブホドキュメンタリー休憩2時間/78（9月5日、プレステージプレミアム）※「田中」名義
- ねね（9月10日、おっぱいちゃん）
- ねね 2（9月12日、ビニ本本舗）
- ねね 2（9月12日、おっぱいちゃん）
- 成長中Hカップ美爆乳美女を3Pで怒涛の4中出し!!膣内タプタプのオマ●コタンクがフルマックスのオチ●コ2本で上下のお口串刺しSEXで開かれる快楽新世界の扉でガチ昇天の巻!!（9月13日、プレステージプレミアム）※「ねね」名義
- 《個人撮影》忍び込み隠し撮り 爆乳OLのホテル生ハメSEX（9月21日、ロジャースAPS）
- 寧々さん（9月30日、人妻探訪）
- Gカップ巨乳の読モJDハメ撮り撮影会!!! ナナ 21歳 Gカップ読モJD（10月1日、しろうとまんまん）
- ねね 3（10月4日、ビニ本本舗）
- Nene（10月9日、俺の素人）
- ゆきなさん(22) 推定Gカップ タオル一枚 男湯入ってみませんか?（10月14日、SODクリエイト）※「ゆきな」名義
- 【爆乳♡相内〇香アナ似】新婚でかパイGカップ27歳ママを寝取り種付け!イケメンで釣った若奥様を呼び出し淫媚オイルで感度倍増。生ちんぽで突かれて歓喜のアクメ。たっぷり種付け【個人撮影】（10月14日、心斎橋ハードコア）
- ねね（10月15日、意識不明ちゃん）
- ねね 3（10月16日、おっぱいちゃん）
- 【H爆乳変態フルコース×中出し3連発】羞恥露出→緊縛→激SEX!揺れて揺れて今心が♪何も信じられないまま♪咲いていたのはHcup♪懐かしの曲も飛び出すほどに揺れて揺れて揺れまくる!変態全部のせの極上フルコースを召し上がれの巻【妄想ちゃん。11人目ありささん】（10月17日、Jackson）※「ありさ」名義
- NENENE（11月5日、素人ホイホイ）
- ねね（11月6日、俺の素人）
- 百戦錬磨のナンパ師のヤリ部屋で、連れ込みSEX隠し撮り 181 Gカップ爆乳のSSS級美少女登場!モチモチ&ムチムチな色白ボディを震わせよがりまくる濃厚セックスで大量発射不可避ww（11月8日、ナンパTV）※「ねね」名義
- ねい（11月12日、おっぱいちゃん）
- 【湿らせ奏でる赤髪ギャル奏者】スマホ充電させてと誘い出しクラリネットを演奏するギャルとホテルでパコパコSP!! デカパイズリで射精不可避!? マ●コにバイブ咥え、スケベ丸出しフェラ! 衣装チェンジで特濃中出し二回戦! クラリネットを超える音色をギャルが喘いで奏でてエロ充電も100%♪【充電させてくれませんか? NO.3】 あんちゃん 20歳 魅惑の喘ぎ音色奏者（11月22日、SUKEKIYO）
- リンゴ（11月26日、MOON FORCE）
- ねーね 2（11月26日、おっぱい先生）
- 【極淫エロすぎ奔放GAL】【天然Gカップ】【ヤリ心地激アツ中出しセックス】ぐうたらしすぎて実家を追い出され金欠! 手っ取り早くお金が欲しくて応募! 手のひらに収まりきれない爆乳は感度も良好オッパイいじりでビクビク痙攣! 精飲 & 中出し! 爆乳ショートカット美少女がエロ過ぎる!!! ボンビーガール 09 ねねさん 20歳 フリーター（11月28日、プレステージプレミアム）
- ねね（11月30日、港区女子）
- ねね（12月5日、おっぱいちゃん）
- ネネ（12月7日、俺の素人）
- 田中（12月10日、俺の素人 -Z-）
- あおい（12月22日、ピュアスタイル）
- あおい 2（12月22日、ピュアスタイル）

- 家まで送ってイイですか? case.167 佐々木さん 21歳 ガールズバー おっぱいマニア必見! こんなマヂカルHカップ見たことない! 張り、ツヤ、弾力全て天然! しかも清○奈々似! ⇒日夜、男を狩るマッチングアプリSEXマスター⇒男も女もヤリまくり! ジェンダーレスの革命児⇒イキまくり! ポルチオ痙攣! パイズリ! チ○コ圧死! ⇒施設で育った過去、まさかの衝撃理由!（1月1日、プレステージプレミアム）
- イキたいの? まだダメっ!! 寸止め焦らしオイル手コキ 3（1月7日、DOC）
- ねね（1月27日、俺の素人 -Z-）
- べりさ 2（2月17日、素人ホイホイpower）
- ねね（2月26日、S-Cute）
- ねね（2月27日、S-Cute）
- 『ど～したの? 眠れないの? 私が気持ち良い事して寝かせてあげるね…』 究極の癒しエロ! 添い寝手コキ!! ＃1（3月18日、DOC）
- ねね（3月19日、五反田マングース）
- ねね 2（3月19日、五反田マングース）
- みお（3月19日、シロウト大好き◆ハメ撮り専門）
- ヌキ無し店なのに…超過剰サービスで疲労も精子もぶっ飛ぶ!! リピート確定! 搾精メンズエステ #2（4月1日、DOC）
- 中川（5月7日、俺の素人 -Z-）
- ねね 4（5月8日、ビニ本本舗）
- ななみ 3（5月9日、Dutch Wife ～清楚系妻との肉欲性交録～）
- ねね（5月14日、フライデー）
- ねね（6月4日、あいすくりーむ）
- ねね 5（6月12日、ビニ本本舗）
- ねね（6月20日、ちちくりジョニー）
- なな（6月21日、ハメドリネットワークSecondEdition）
- 痴女化素人100% 夜の街を徘徊するテンション高めの派手髪爆乳娘はエロのハードル低めのオールラウンダー系ビッチ! あやなみちゃん & ねいちゃん（6月26日、まんまんランド）
- ねね 2（7月2日、俺の素人 -Z-）
- ねね（7月5日、今ドキ女子の性事情）
- ななみ 4（7月11日、Dutch Wife ～清楚系妻との肉欲性交録～）
- イケイケお姉さん #10 ねね イケイケ爆乳ギャル乱交（7月13日、イケイケお姉さん）
- ねね 6（8月14日、ビニ本本舗）
- イケイケお姉さん #12 ねね 2  イケイケお姉さん個人撮影（8月24日、イケイケお姉さん）
- ねねね (20)（8月25日、素人ホイホイ）
- 【Hcupパイズリ女神】渋谷で捕獲したH乳ヤリマンギャルの自宅に突撃!! とっておきの勝負下着で悩殺ファック!! 勝負下着に収まりきらないハミ乳が過去最強レベルにエロい! 圧倒的乳圧パイズリで精子を搾り取る小悪魔ギャルは、ひとたびハメればひたすら絶頂を繰り返す超絶敏感イキまくり体質!! 性豪3人がかりでピストンしまくりキツマンに連続中出し!!! 【性豪ギャル自宅中出し】勝負下着、見せちゃいます! vol.21 佐々木さん 22歳 コンセプトカフェ店員（8月25日、DIEGO）
- あやなみねい（9月26日、まんまんランド）
- ねねさん（12月2日、俺の素人）

- 性的ルームサービスを強要された、巨乳ホテル従業員の悲劇 長瀬広臣 田中ねね（3月30日、カゲキっch）※女性向け作品
- ねね & らん（3月31日、スーフリch）
- ねね (21)：天真爛漫Hカップギャルと自宅でハメ撮り。（4月29日、PinkyRush）
- N.S（6月7日、素人ホイホイLOVER）
- 明るいままで 千歳小梅 田中ねね（6月22日、SILK LABO）※女性向け作品
- NENENE（6月23日、素人ホイホイSH）
- ねねちゃん（9月5日、素人あんあん）
- ねねちゃん 2（9月5日、素人あんあん）
- ねね（9月23日、ギャルpay）
- 田中さん（10月10日、今ドキ女子の性事情）
- ネネ（10月24日、俺の素人）
- 絶頂中に音速ピストンで逝きじゃくる失神突き中出し性交 田中ねね（11月16日、BonキュンBon）※DVD版は2023年4月6日発売。

- ねねさん（3月16日、躾の時間）
- ねねさん 2（3月16日、躾の時間）
- ネンネン（6月21日、素人ホイホイ）
- ねね（6月27日、おっぱいちゃんず）
- 【いきなり強引逆ハーレムから始まる最凶T☆kT●ker2人と乱れに乱れる大乱交! 2.5h快楽FESTIVAL!】まさにエロ特化W巨乳 × W潮吹きBODY! 天国or地獄!? 3P神テク責めに射精不可避!\ 絶倫しかいねぇ大乱交スプラッシュ4P! オイル追加で全身ヌルヌル! 潤滑ピストンにイキかた凄すぎ\ 圧巻の濃密7射精SEX! 【なまハメT☆kTok Report.67】【Nene Mao】（7月1日、街角シロウトナンパ）
- むっちり爆乳CAねね【意識混濁】（7月1日、ゲスヤミ）
- 【乱交】清楚系美巨乳CAうみ &

むっちり爆乳CAねね（7月8日、ゲスヤミ）
- ねね (oretda025)（7月17日、俺の素人）
- ねむ 【爆乳Hカップ】【オタク女子】【声優志望】【J●】草食男子の夢が詰まった美少女のハメ撮りセックス!!（8月26日、黒船）
- ねねchan（9月5日、素人まっちんぐ）
- ねねちゃん（9月8日、少女A）
- 人妻リアル不倫 流出ラブホ盗撮 ワケあり猥褻性交を無許可で垂れ流し！ 中出し現場の実態 一条みお・天馬ゆい・田中ねね（9月23日、ビッグモーカル）
- ヤレちゃう爆乳デリヘル嬢！ 人妻リアル不倫流出ラブホ盗撮（9月23日、ビッグモーカル）
- ねね（10月6日、素人プカプカ）
- 爆乳コスプレイヤー中出しOKオフパコ会（10月20日、BonキュンBon）※DVD版は2024年3月20日に発売。
- 【神乳Hカップ】チ●ポを呑み込むパイズリ!! 奇跡の爆乳コンカフェ嬢がプロとのSEXを体験してイキ潮吹きまくりの絶頂昇天!!【神乳ちゃんねる】（11月6日、まんまんランド）

- まき & あかり (ikuiku021)（1月12日、イカセ素人）
- Nさん (gerk569)（1月31日、ゲリラ）
- 田中さん (hasb005)（2月5日、HIASOBI）
- 田中さん 2 (hasb006)（2月9日、HIASOBI）
- 足○区闇金債務者T (smjj018)（2月13日、素人ムクムク-弱点-）
- ねね (esdx046)（2月15日、E★素人DX）
- ねね (smjz017)（2月21日、素人ムクムク-人妻-）
- りんか (jzt056)（2月25日、ぎがdeれいん）
- ねねさん (smjs021)（2月27日、素人ムクムク-職-）
- ねね（5月4日、平成浪漫ポルノ）
- 田中（5月10日、E★エステDX）
- 【爆乳Hカップダイナマイトボディ!!】お金のを力を使って憧れのむちむち低身長巨乳グラドルと中出しアリの2回戦!!【高級会員制裏風俗】 えな（5月18日、黒船）
- NENE (beer011)（6月26日、とりあえずナマで!）
- ねねさま (dht335)（7月11日、BiBiD）
- ナナ (tcnb006)（7月12日、たちんぼ）
- 寧々 (omms011)（8月9日、素人ギャラリー）
- N (orena043)（11月29日、俺の素人）
- がにしゅか (zarj052)（12月6日、ザー汁王子）

- NENE (ttjm176)（1月3日、鉄人2号さん）
- ねねちゃん (anan047)（1月14日、素人あんあん）
- ねねちゃん 2 (anan048)（1月14日、素人あんあん）
- 人妻とカーセックス@ねね (kitaike480)（2月10日、北池袋盗撮倶楽部）
- ねね (oksm062)（2月20日、ぎがdeれいん）
- ねね（定食屋のお手伝い）(wnso059)（3月10日、ワンチャンすこすこ.com）
- 闇姦@ネネ (kitaike487)（4月7日、北池袋盗撮倶楽部）
- ねね (gtwy011)（7月26日、パコなまゲートウェ～イ）
- NENE (ttjm177)（8月1日、鉄人2号さん）

### イメージビデオ
- Healing Time 田中ねね（2022年2月18日、ファインピクチャーズ）
- Curvaceous 田中ねね（2025年2月1日、ファインピクチャーズ）

### 写真集
- 田中ねね写真集『ねねもゆりて』（2024年3月23日、ジーウォーク、撮影：矢野力）ISBN 978-4-86717-683-2 [21]

### デジタル写真集
2020年
- フェアリーテール 2 ふわふわニットが似合う白乳パイデカ娘 田中ねね（12月3日、黄金出版）

2021年
- DOUBLE 田中ねね × 神木まほろ（12月17日、プレステージ出版）

2022年
- 彼女は、田中ねね。（5月27日、プレステージ出版）

2023年
- デジグラ・デラックス 田中ねね 001（9月1日、ラビリンス）
- デジグラ・デラックス 田中ねね 002（10月6日、ラビリンス）
- 気ままな果実 田中ねね（12月8日、プレステージ出版、撮影：松田忠雄）※【グラビア写真集】と【ヌード写真集】の2種類あり。

2024年
- れいむ 田中ねね vol.01～vol.04（4月26日、ジーウォーク、撮影：矢野力）

## 製品

### アダルトグッズ
オナホール
- AVミニ名器 田中ねね（2022年12月16日、日暮里ギフト）
- ぽっちゃりロリふわまん 田中ねね（2024年8月2日、日暮里ギフト）
- 神フェラクラシック 田中ねね（2024年12月12日、ワイルドワン）

ローション
- 田中ねねのAV名器汁ローション 80ml（2022年12月16日、日暮里ギフト）
- 日本のローション 田中ねね 180ml（2025年4月18日、ワイルドワン）

## 出演

### テレビ
- 魚拓と成瀬のツキとスッポンぽん #422,#423（2022年10月2日,9日、パチ・スロ サイトセブンTV）
- もう!バカリズムさんの超H! #46（2023年7月31日、フジテレビONE）

### 雑誌
- 月刊FANZA 2021年2月号（ジーオーティー）- インタビュー「人気女優NOW」